# Liste der Mitglieder der Hockey Hall of Fame

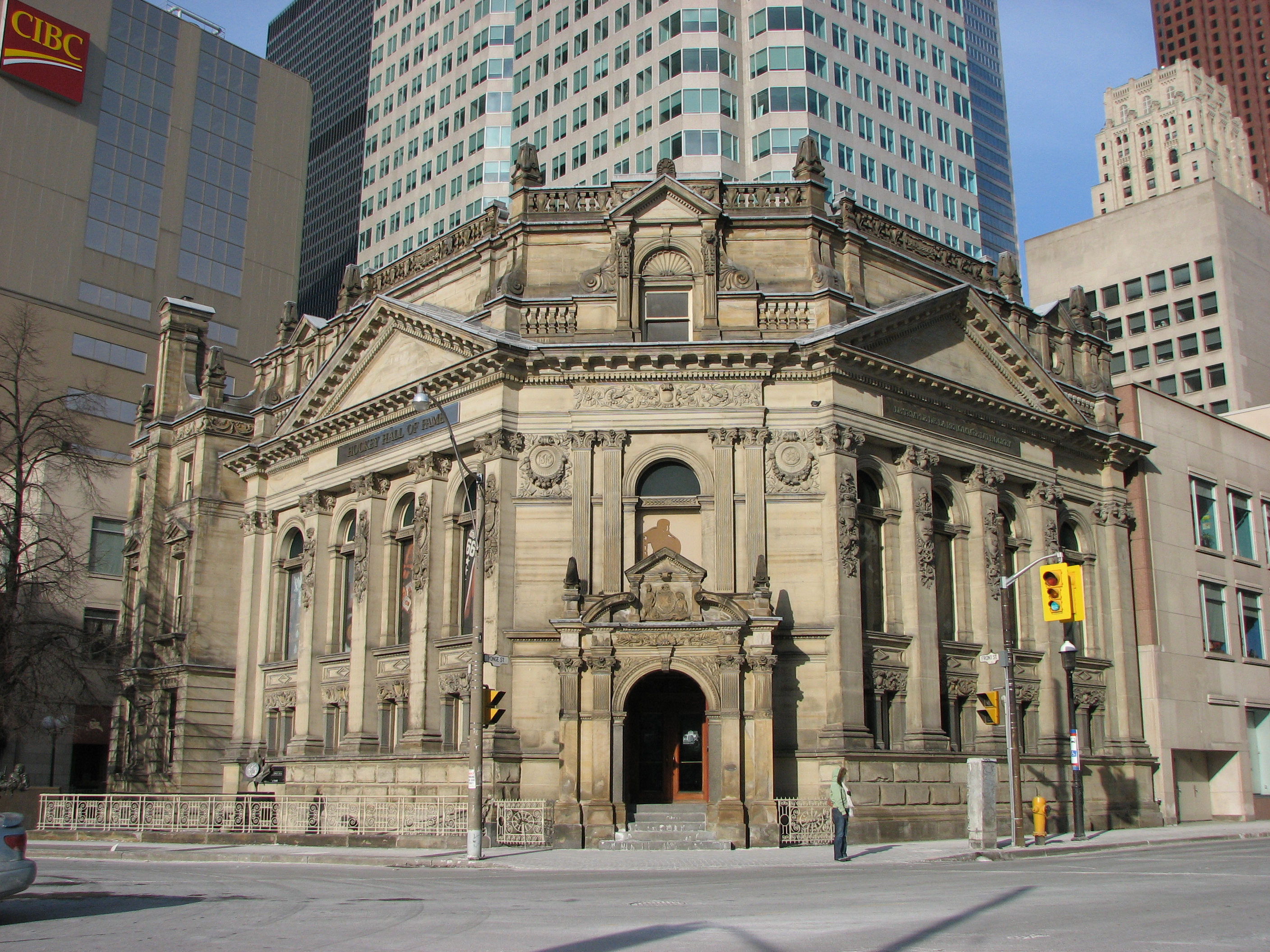
Die Hockey Hall of Fame in Toronto, Kanada.

Die Hockey Hall of Fame ist eine Ruhmeshalle für die bedeutendsten Persönlichkeiten des Eishockeysports, die 1943 gegründet wurde. Diese Liste bietet eine vollständige Übersicht über alle bisher aufgenommenen Personen. Über eine Aufnahme entscheidet das 18-köpfige Aufnahmekomitee.
Die Hockey Hall of Fame ist aktuell in drei große Kategorien geteilt, denen Spieler, Funktionäre und Schiedsrichter angehören. Besonderheiten einer jeden Kategorie sind im jeweiligen Abschnitt erläutert.
Mit dem Jahrgang 2025 sind in der Hockey Hall of Fame 310 Spieler (davon 14 Frauen), 119 Funktionäre und 16 Schiedsrichter vertreten. Von den insgesamt 445 Persönlichkeiten wurden 14 postum aufgenommen.
Im Jahre 2021 wurde kein neuer Jahrgang aufgenommen, um dem Jahrgang 2020 die feierliche Aufnahme, die aufgrund der COVID-19-Pandemie verschoben werden musste, in gleichem Maße zu gewähren.

## Spieler

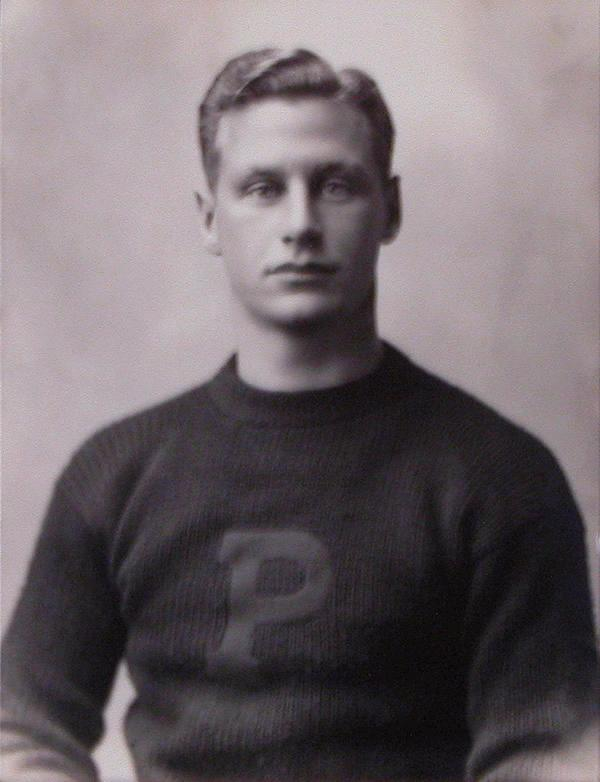
Hobey Baker, 1945 aufgenommen

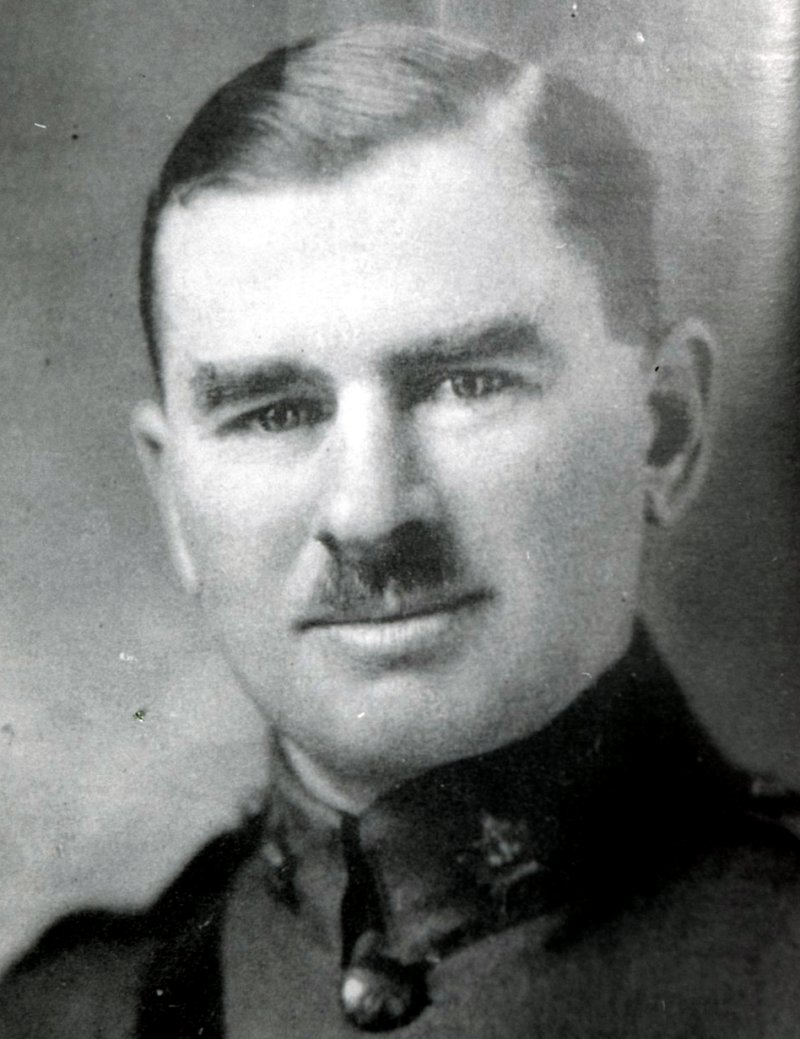
Frank McGee, 1945 aufgenommen

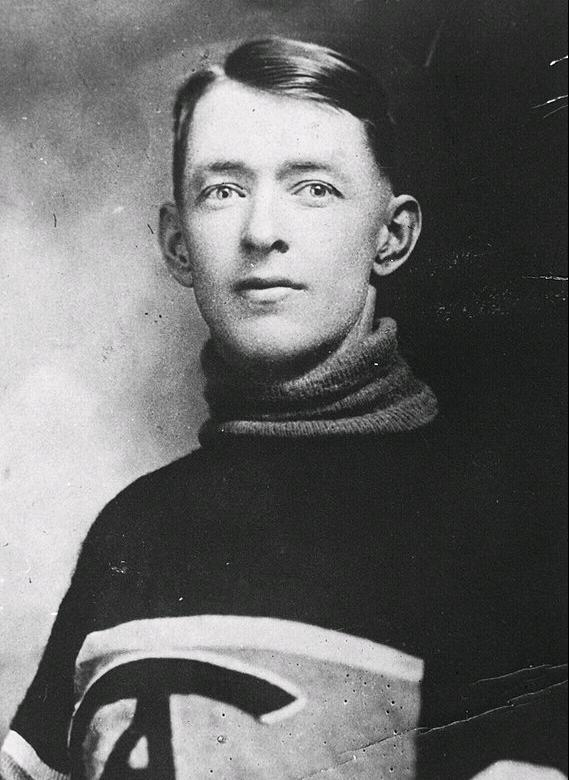
Georges Vézina, 1945 aufgenommen

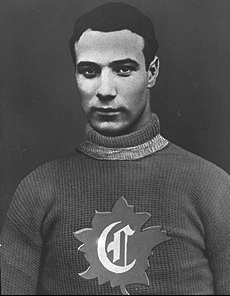
Newsy Lalonde, 1950 aufgenommen

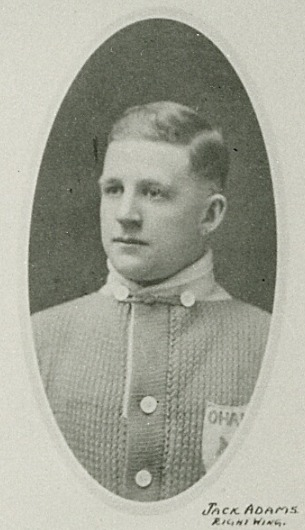
Jack Adams, 1959 aufgenommen

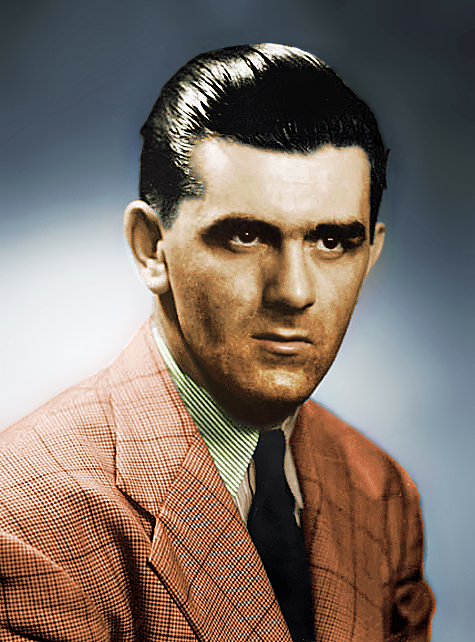
Maurice Richard, 1961 aufgenommen

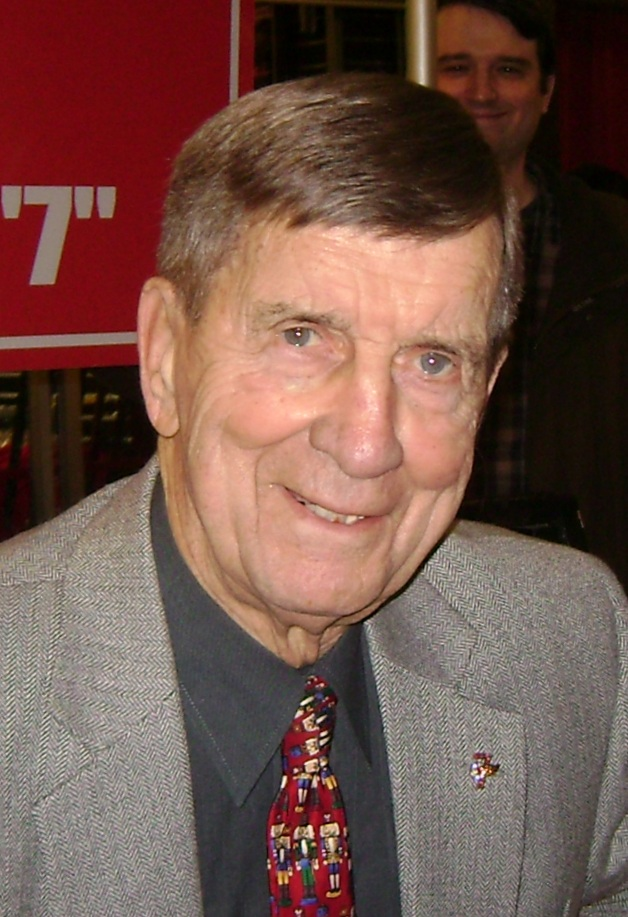
Ted Lindsay, 1966 aufgenommen

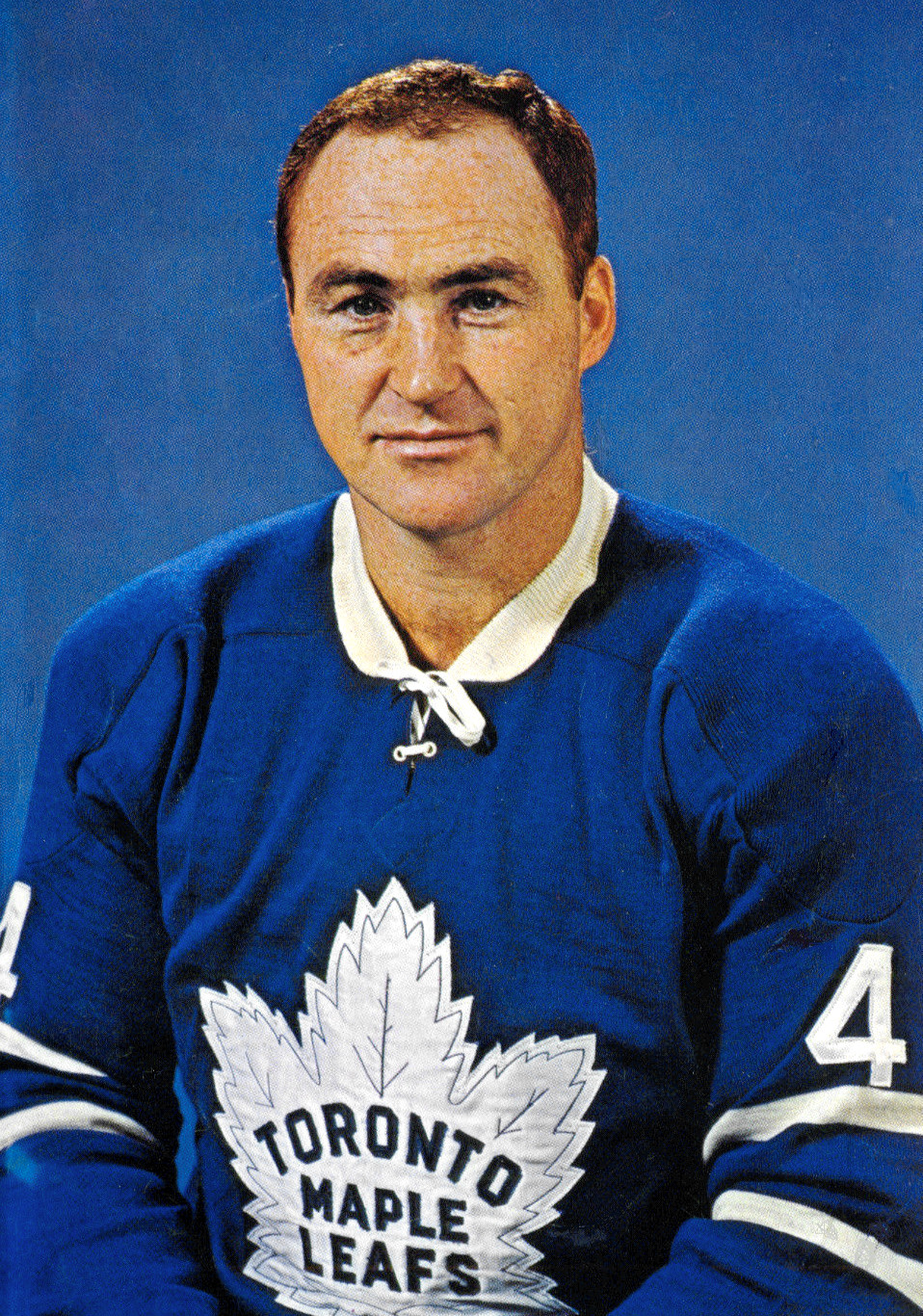
Red Kelly, 1969 aufgenommen

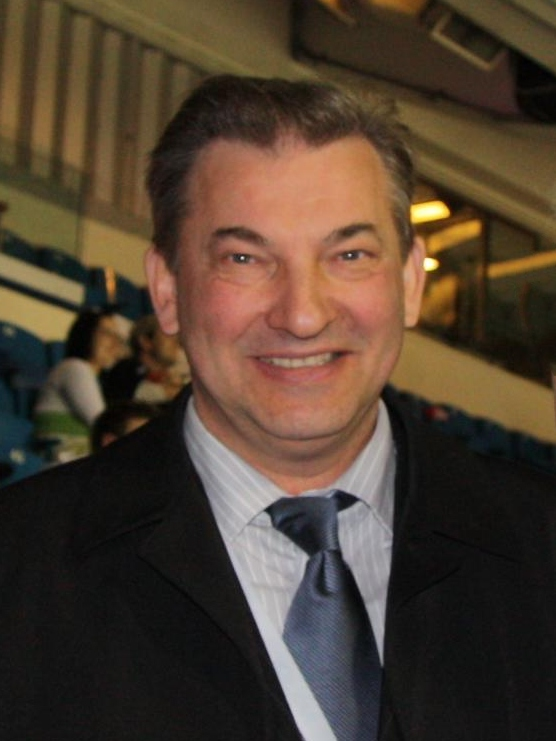
Wladislaw Tretjak, 1989 aufgenommen

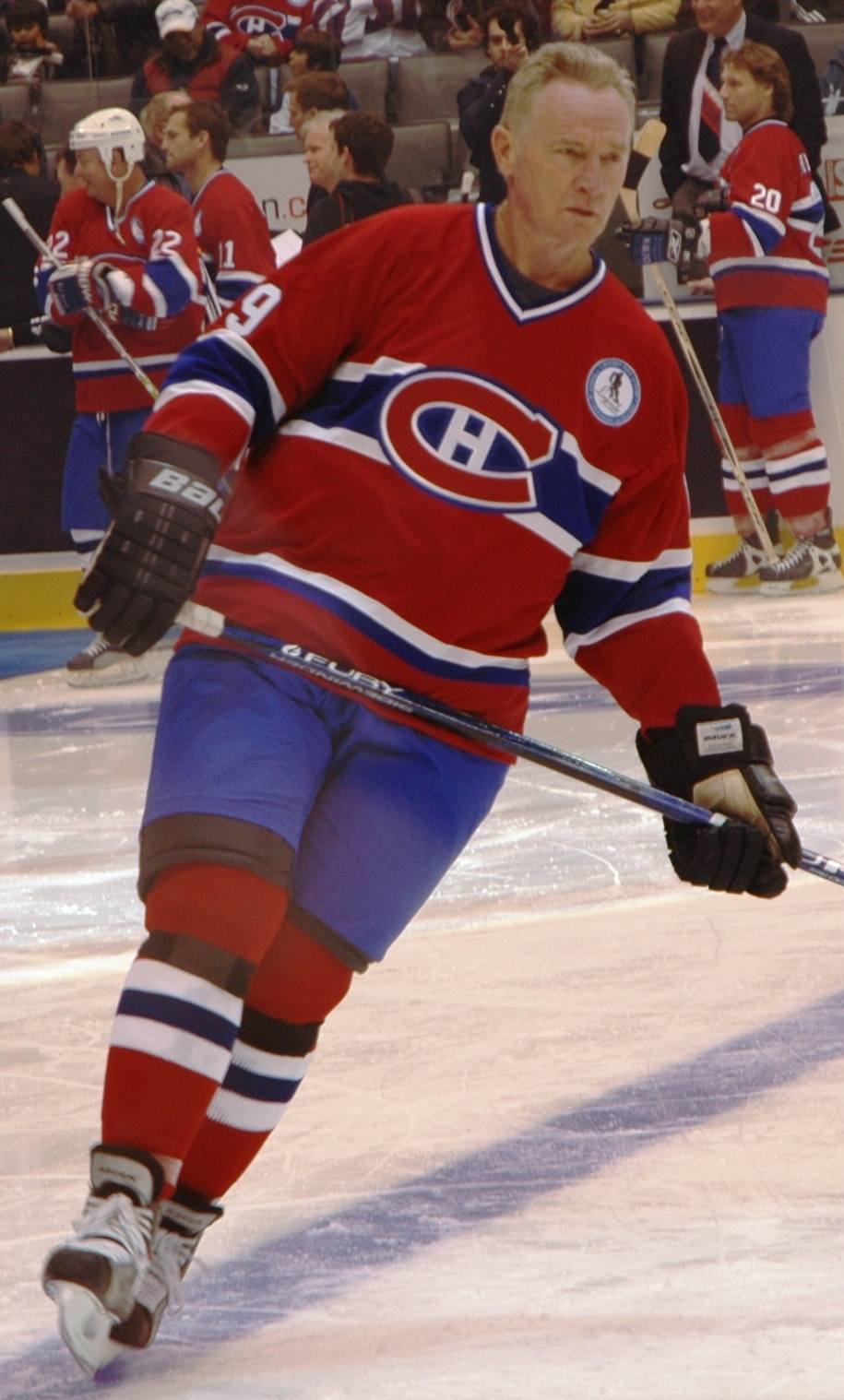
Larry Robinson, 1995 aufgenommen

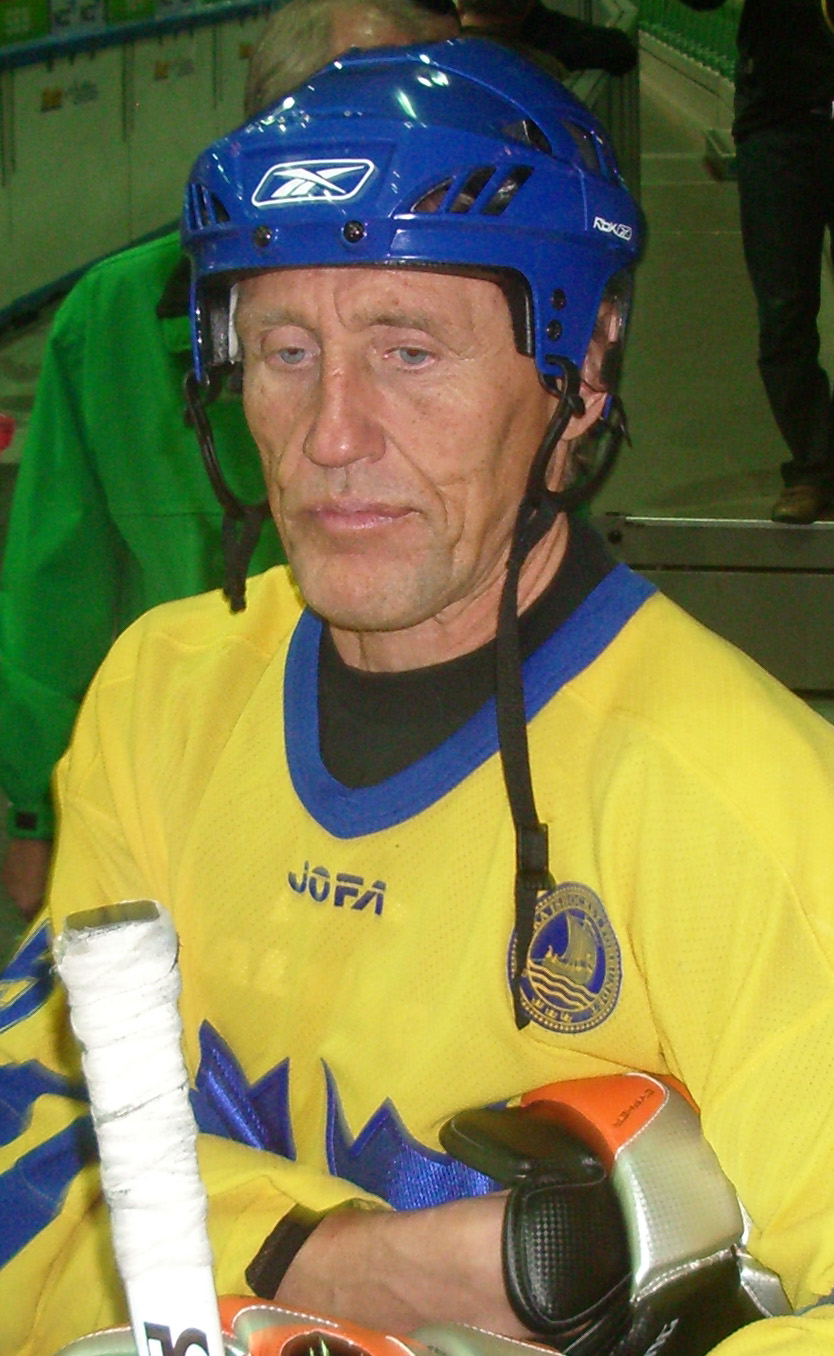
Börje Salming, 1996 aufgenommen

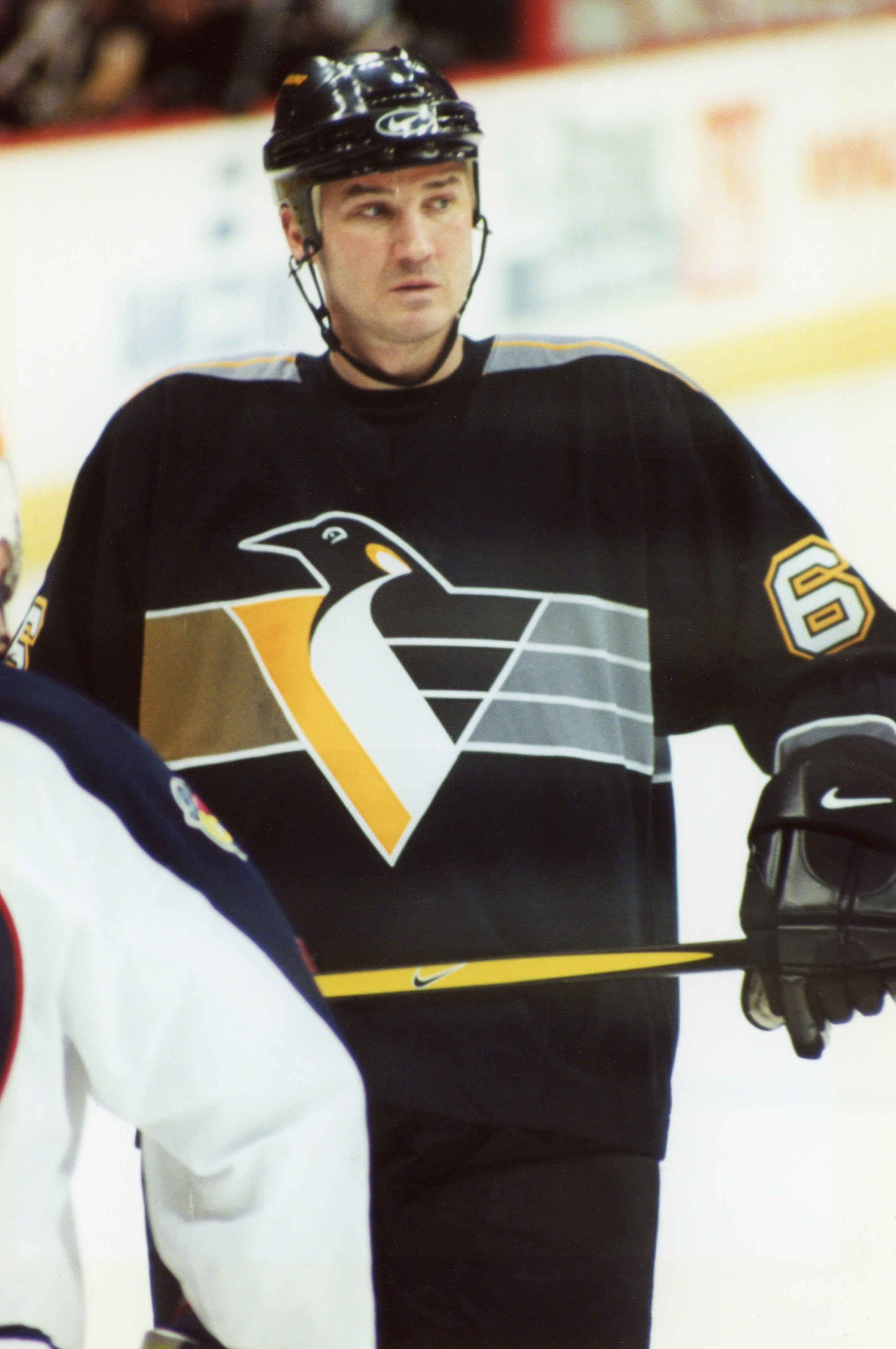
Mario Lemieux, 1997 aufgenommen

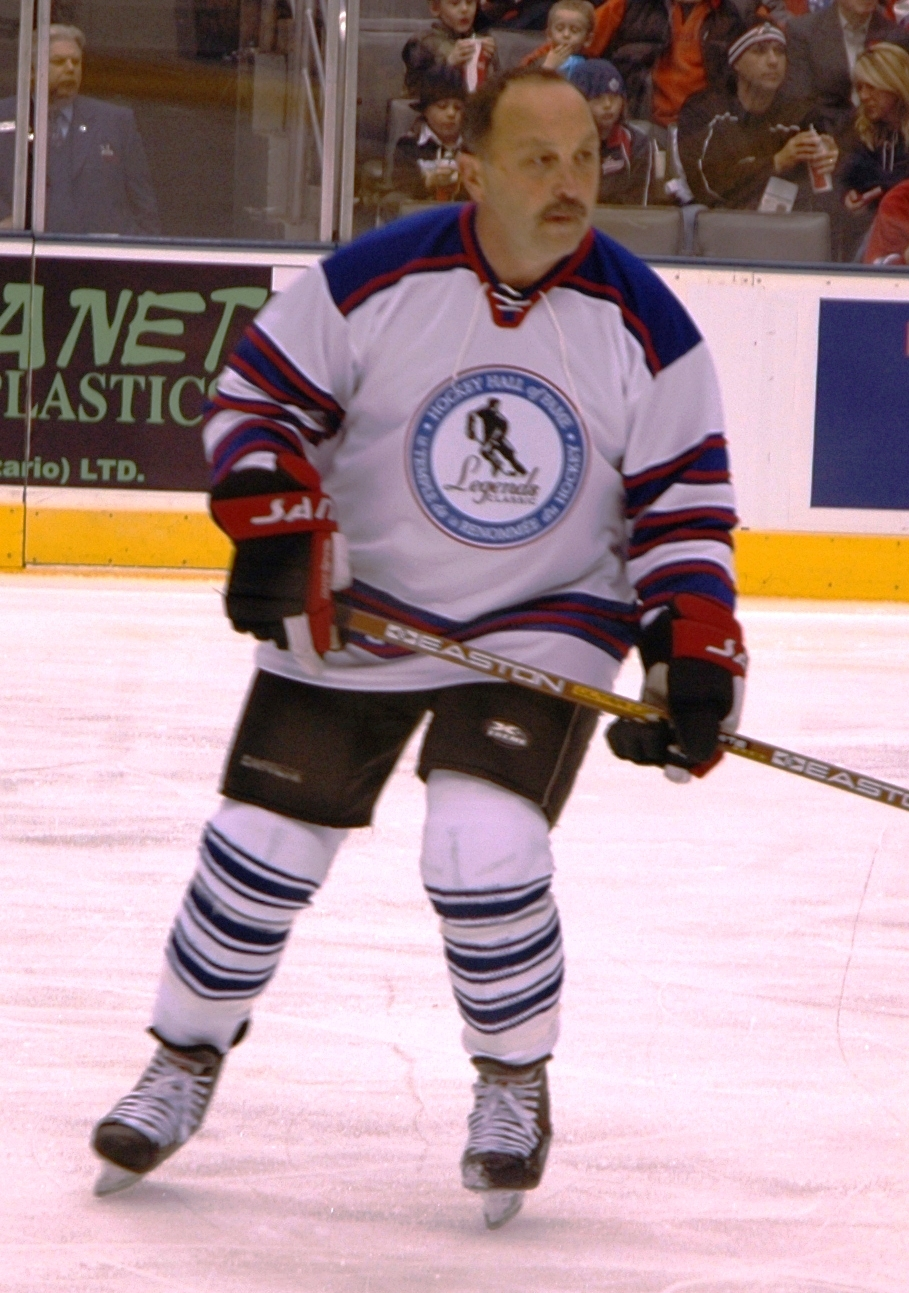
Bryan Trottier, 1997 aufgenommen

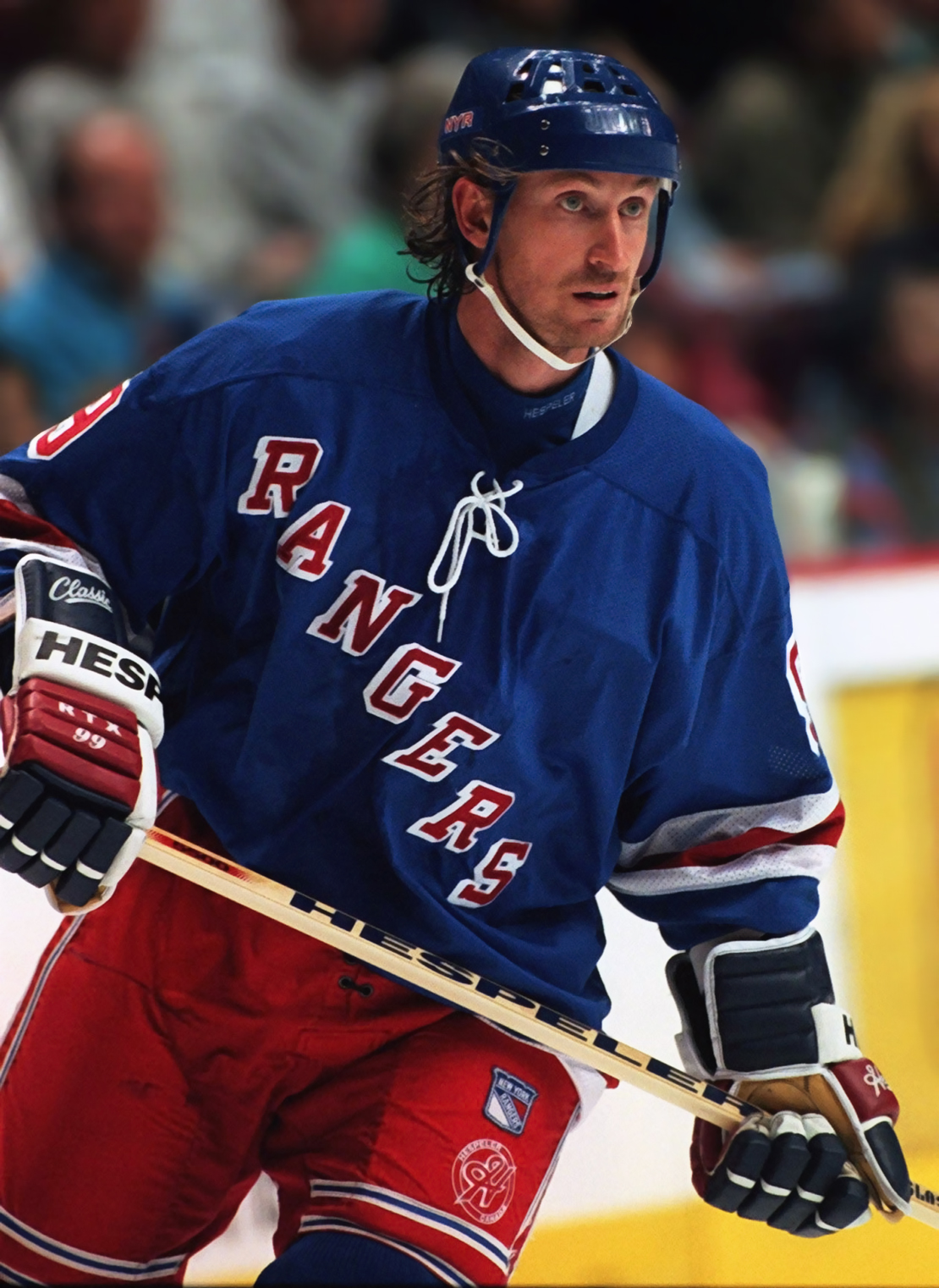
Wayne Gretzky, 1999 aufgenommen

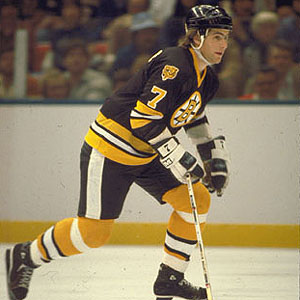
Ray Bourque, 2004 aufgenommen

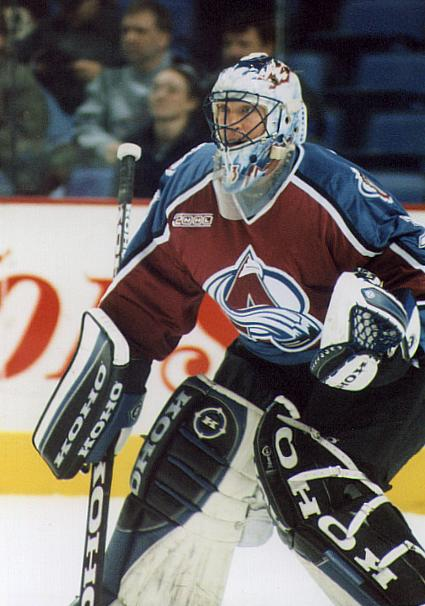
Patrick Roy, 2006 aufgenommen

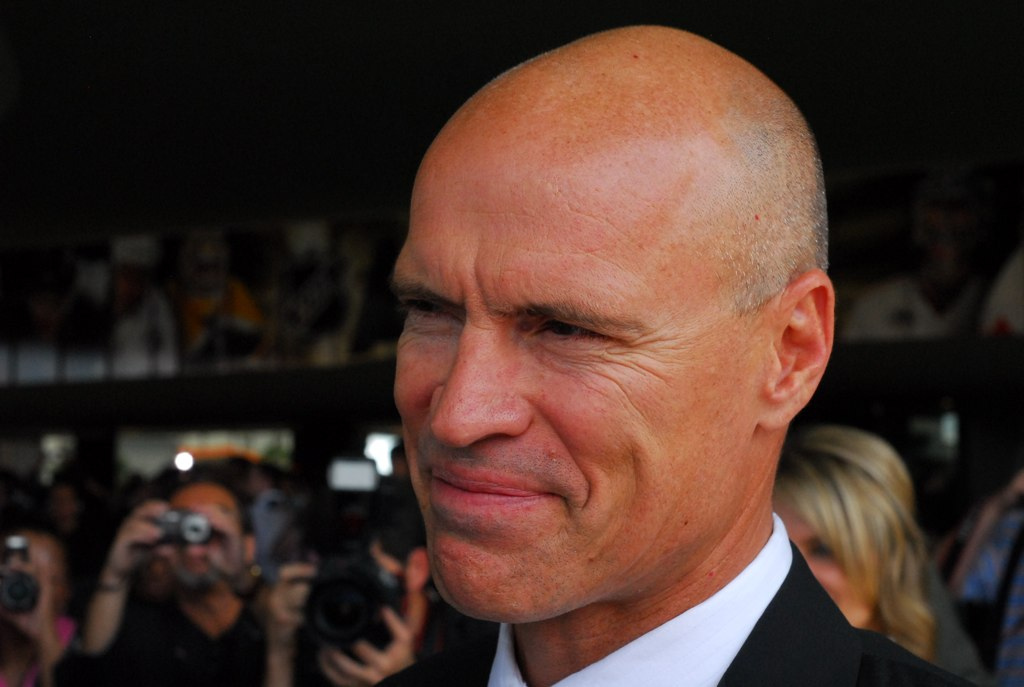
Mark Messier, 2007 aufgenommen

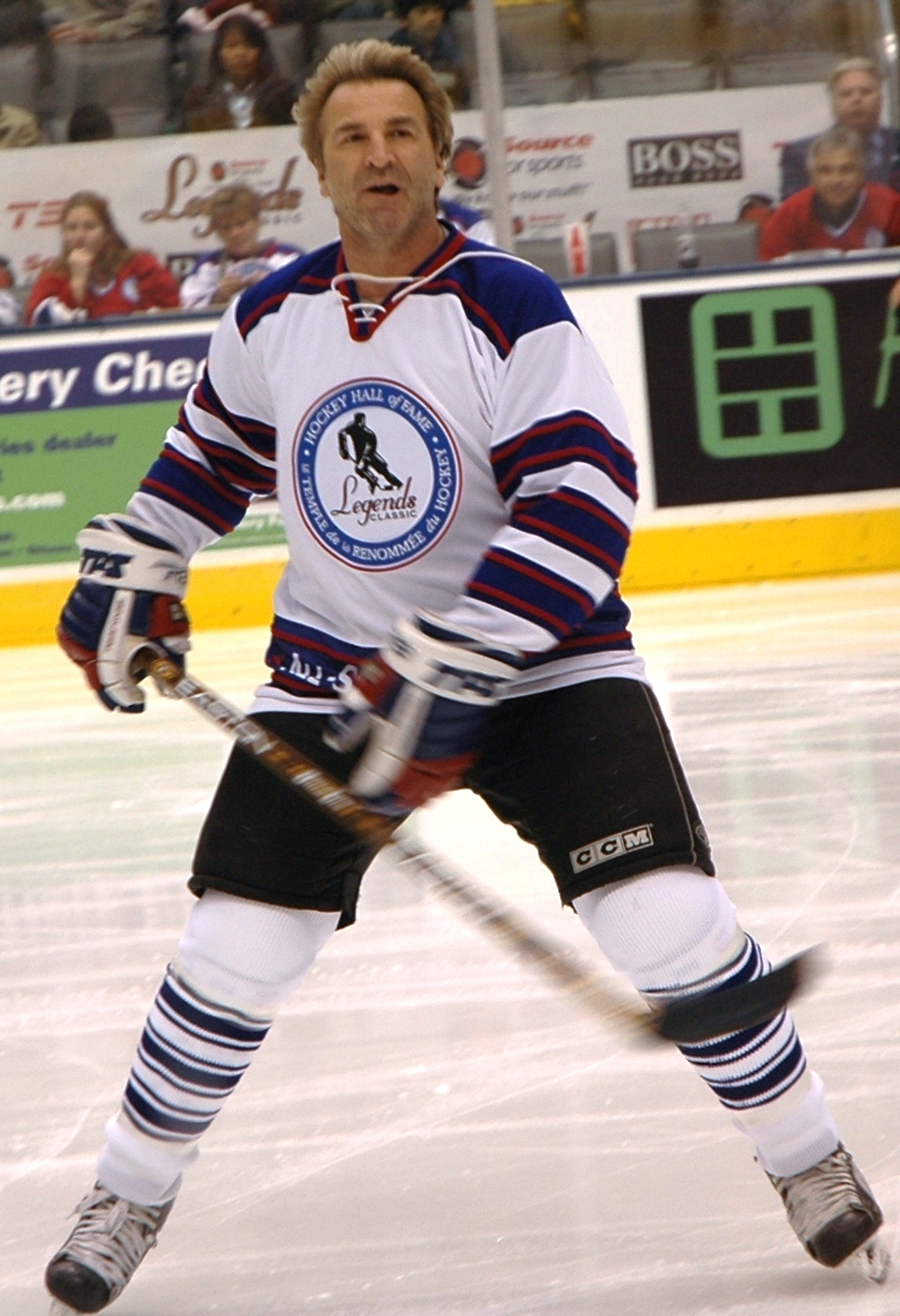
Glenn Anderson, 2008 aufgenommen

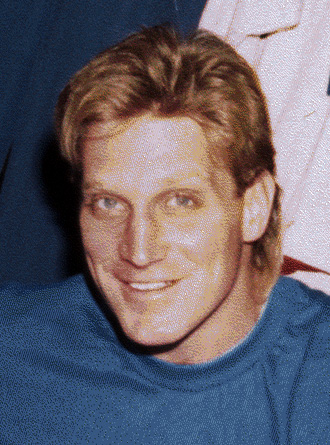
Brett Hull, 2009 aufgenommen

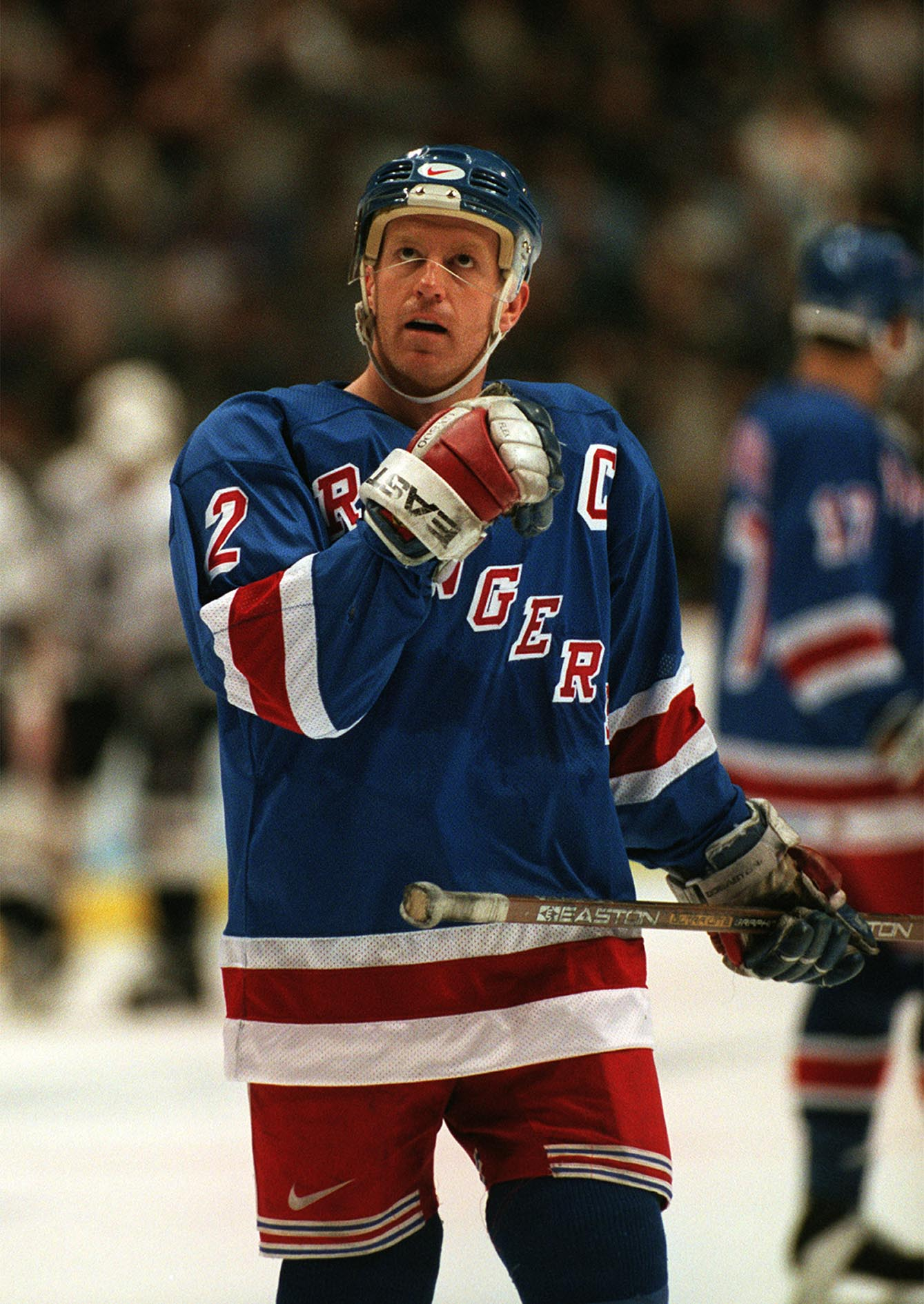
Brian Leetch, 2009 aufgenommen

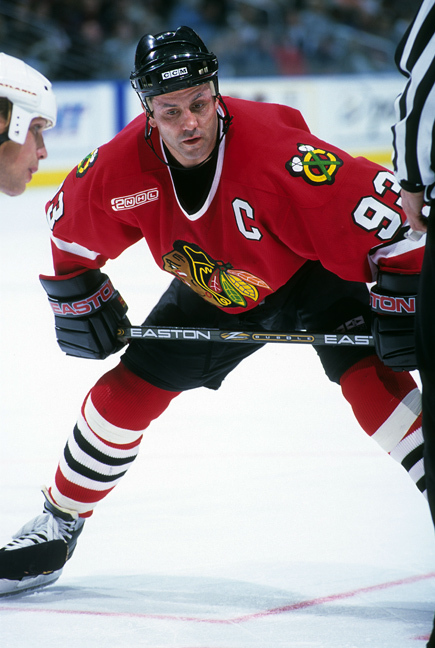
Doug Gilmour, 2011 aufgenommen

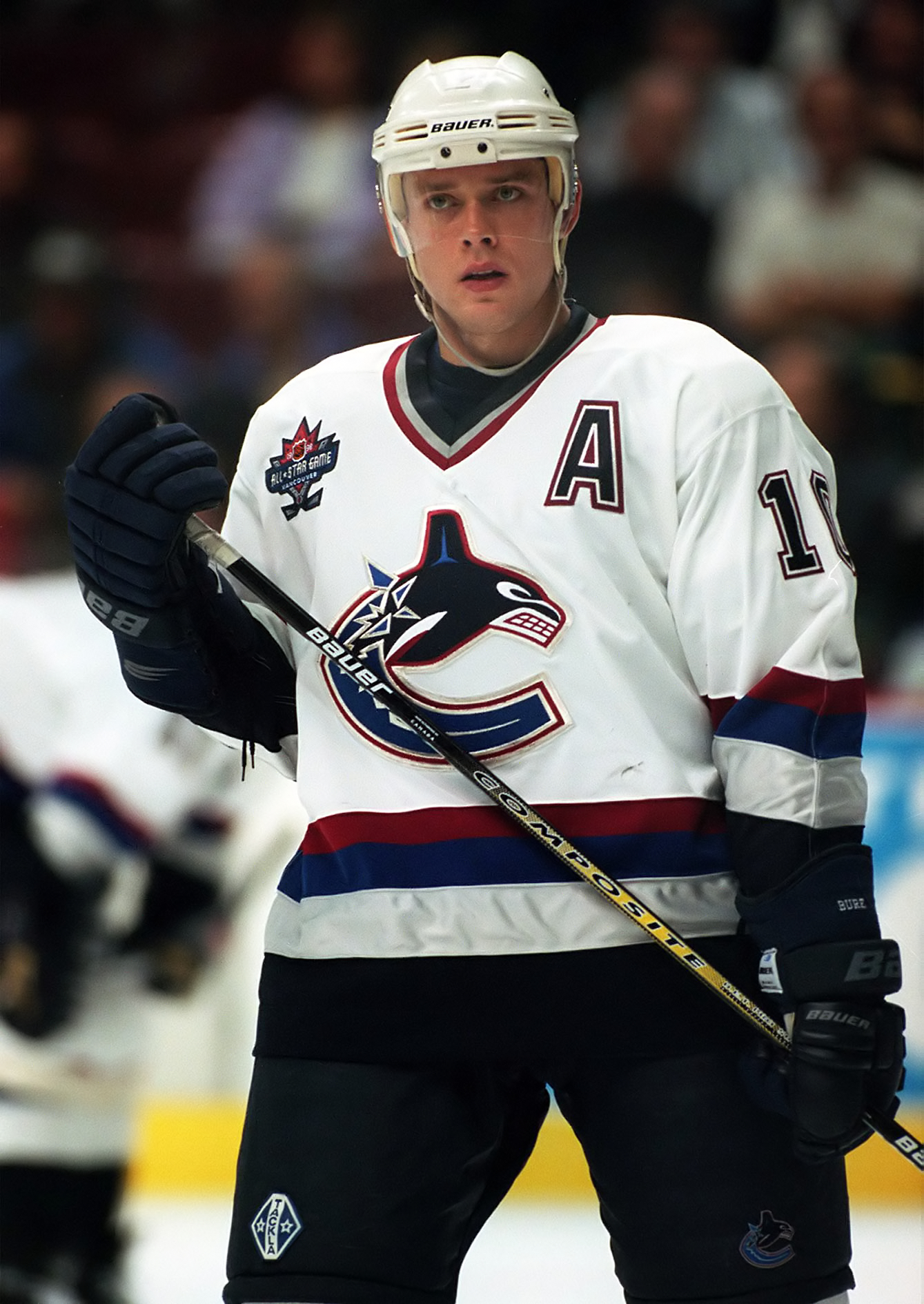
Pawel Bure, 2012 aufgenommen

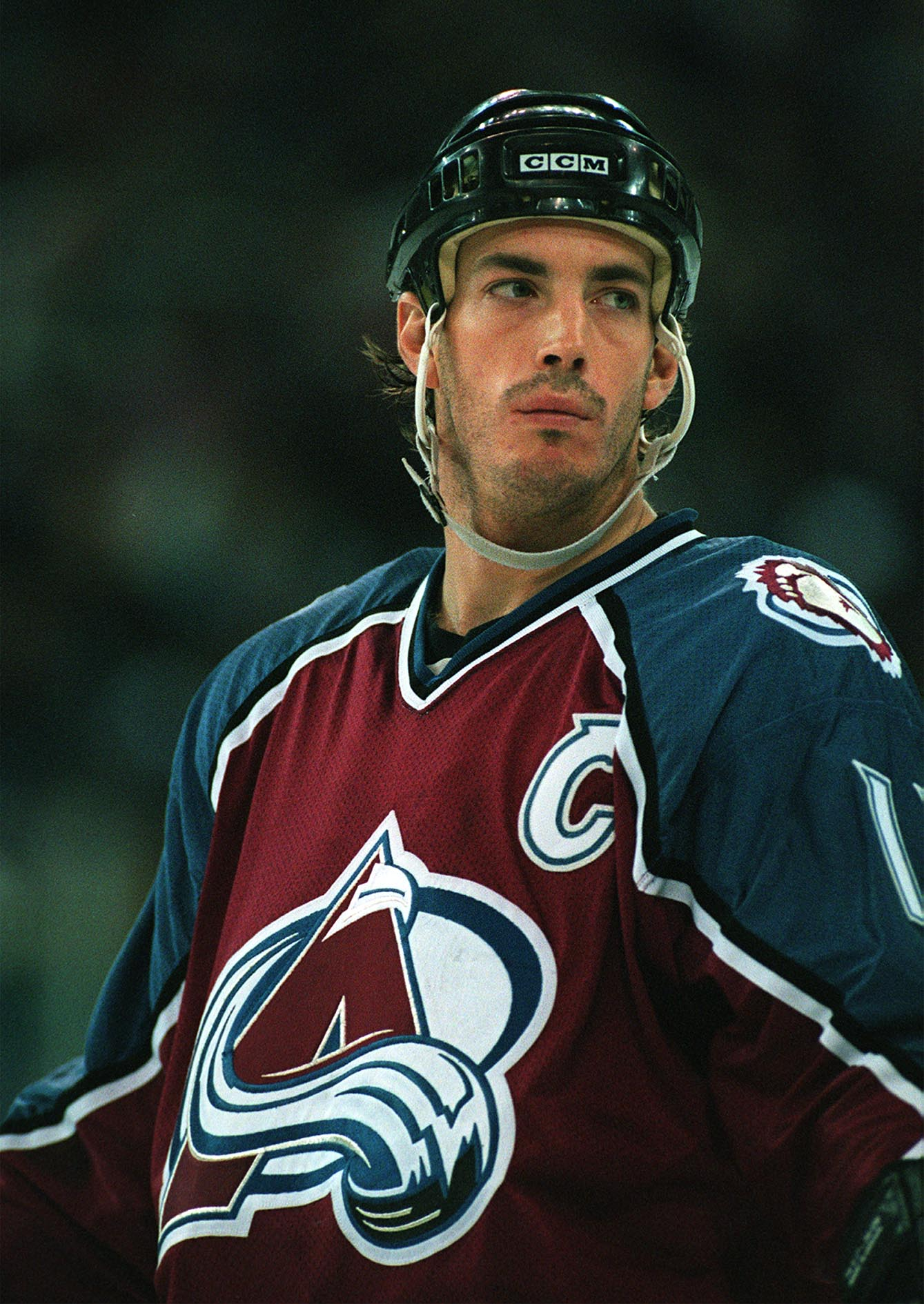
Joe Sakic, 2012 aufgenommen

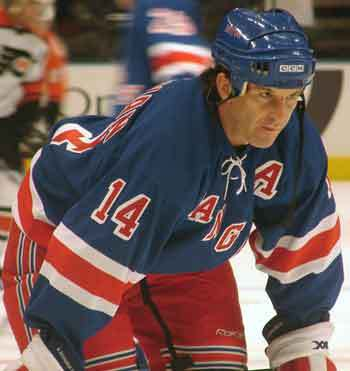
Brendan Shanahan, 2013 aufgenommen

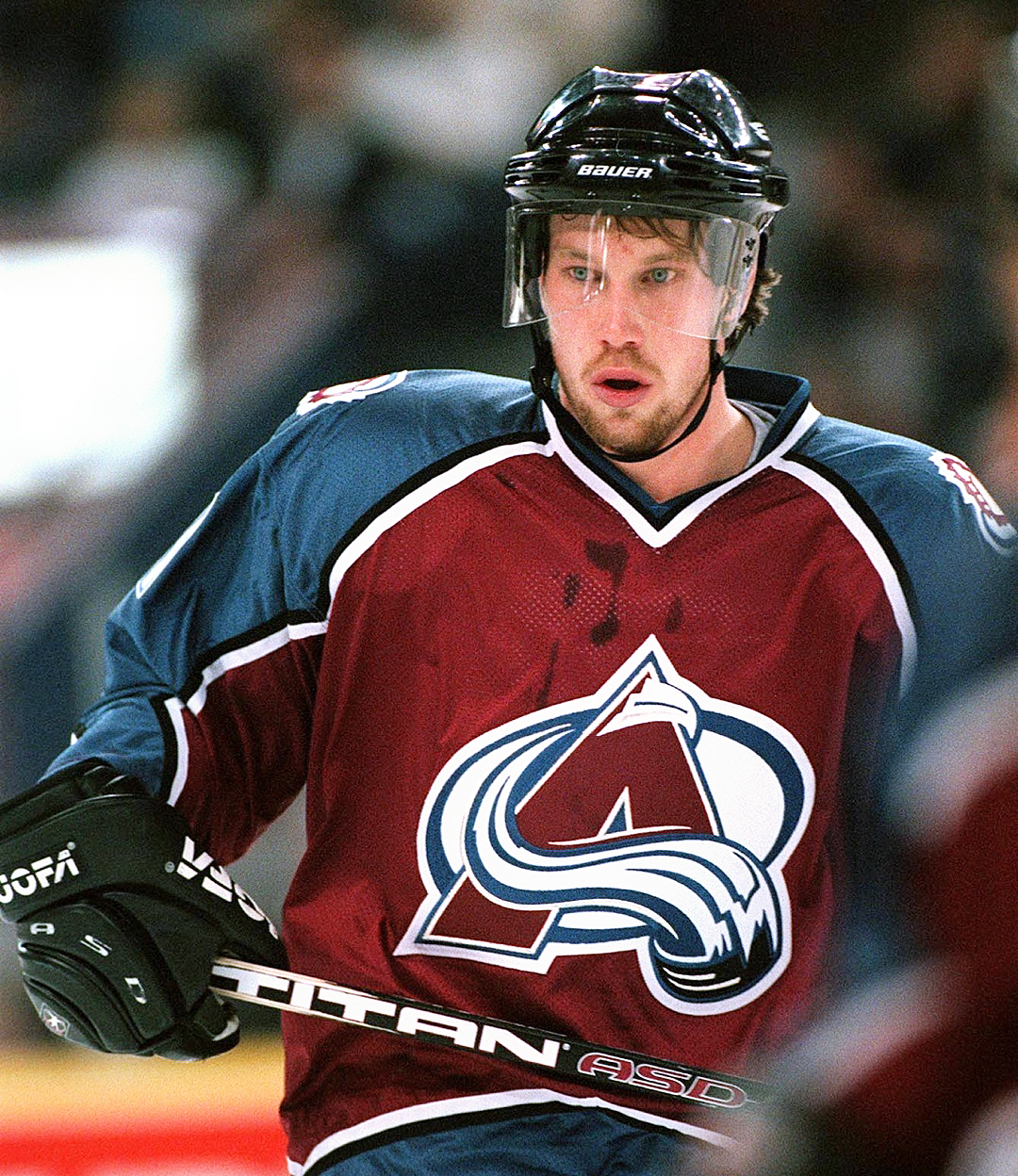
Peter Forsberg, 2014 aufgenommen

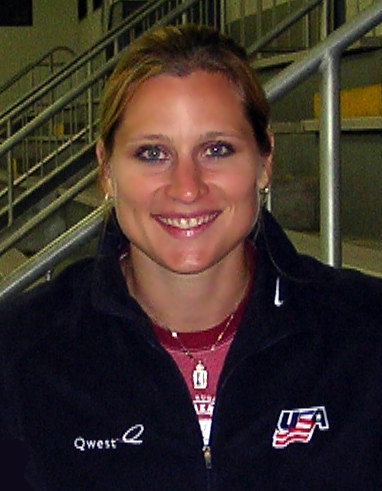
Angela Ruggiero, 2015 aufgenommen

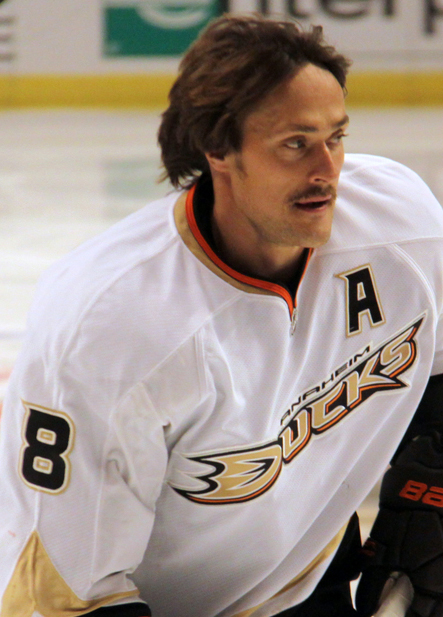
Teemu Selänne, 2017 aufgenommen

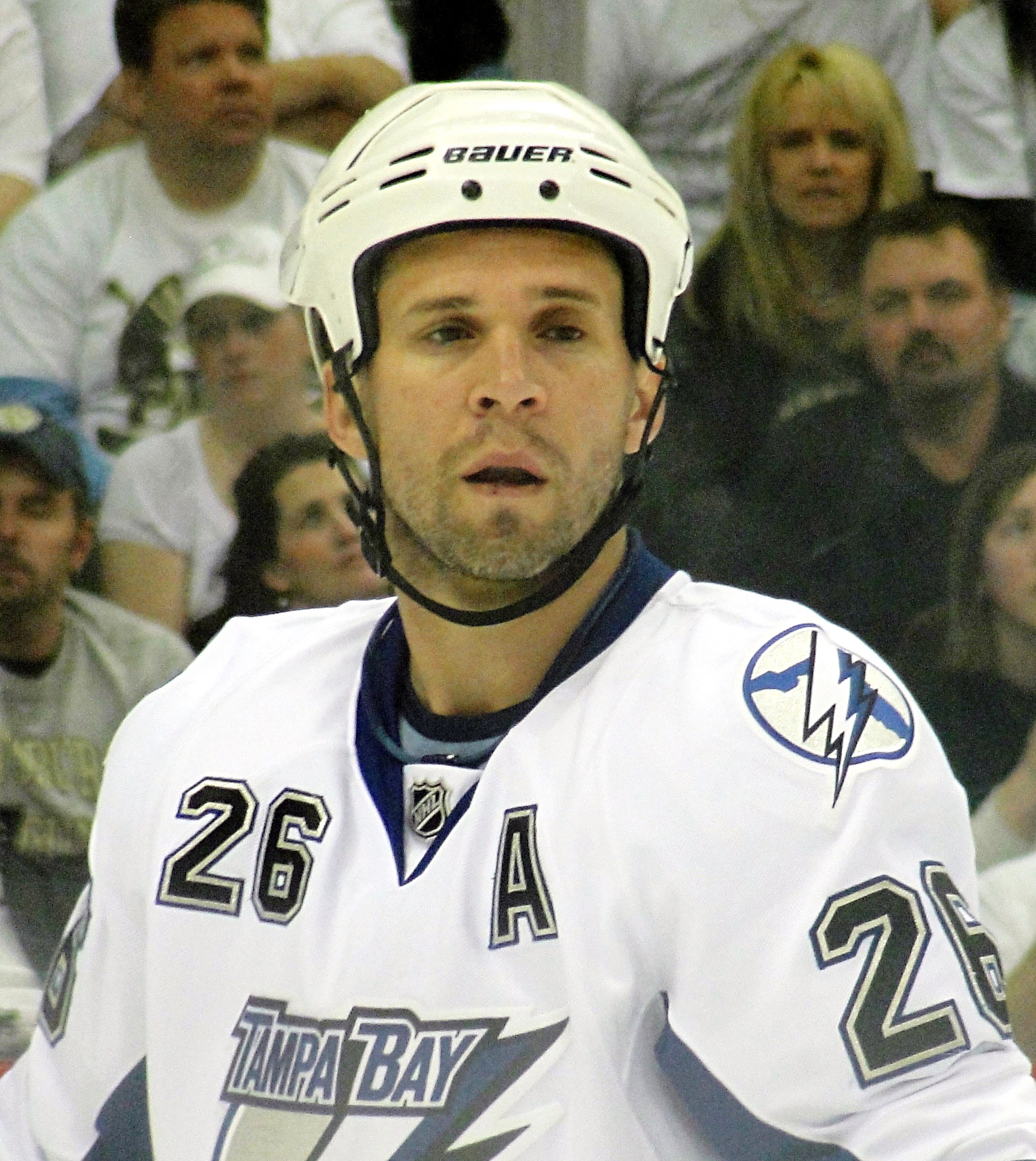
Martin St. Louis, 2018 aufgenommen

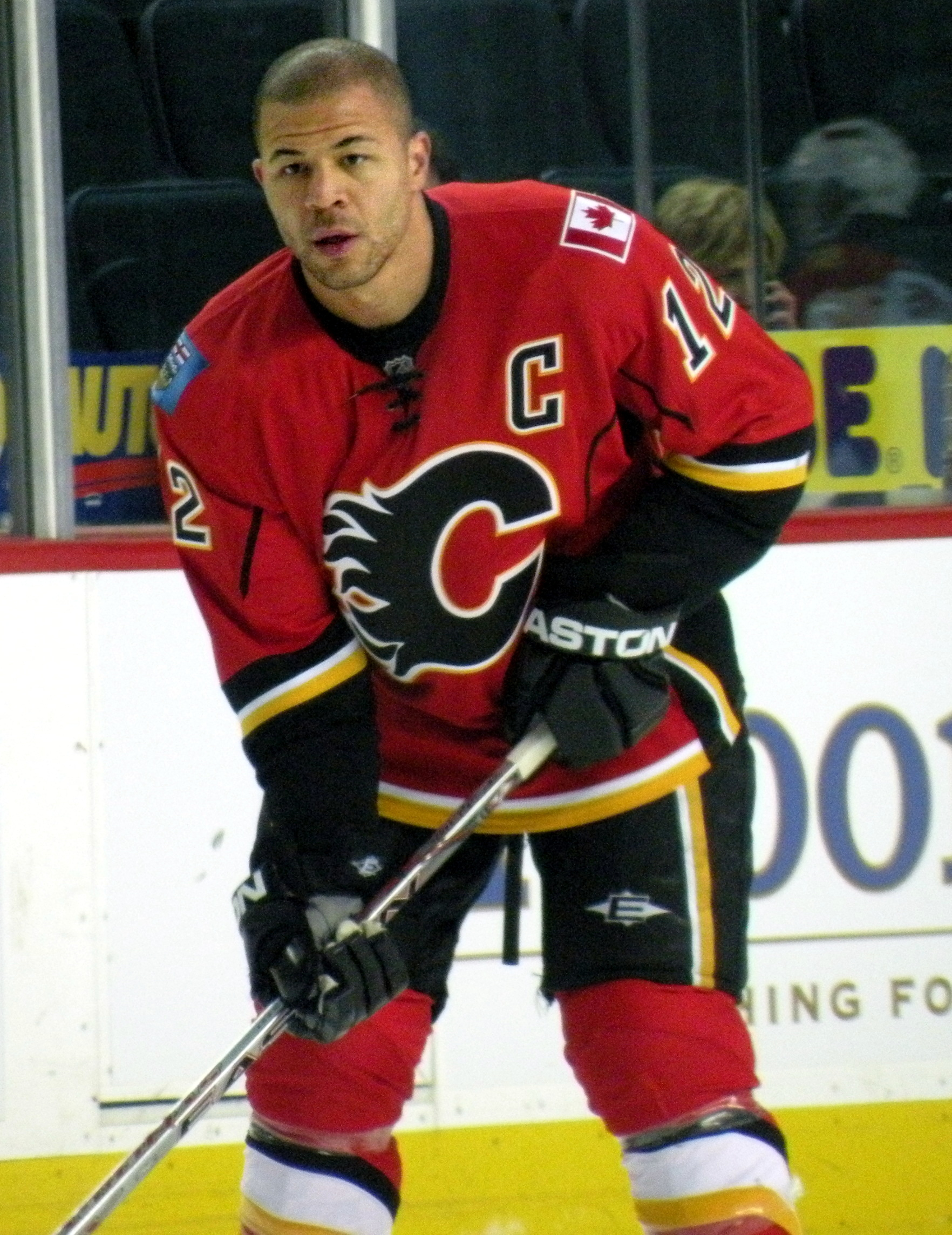
Jarome Iginla, 2020 aufgenommen

Die Spieler-Kategorie existiert seit Gründung der Hockey Hall of Fame. Voraussetzung für eine Aufnahme ist, dass der Spieler seine Karriere vor mindestens drei Jahren beendet hat. Diese Frist wurde allerdings für zehn besonders herausragende Persönlichkeiten außer Kraft gesetzt: Dit Clapper (1947), Maurice Richard (1961), Ted Lindsay (1966), Red Kelly (1969), Terry Sawchuk (1971), Jean Béliveau (1972), Gordie Howe (1972), Bobby Orr (1979), Mario Lemieux (1997) und Wayne Gretzky (1999). Nach der Aufnahme Gretzkys wurde allerdings beschlossen, dass die Frist fortan eingehalten werden sollte, es sei denn, es liegen „gewisse humanitäre Umstände“ vor.
1988 wurde eine Sonderkategorie für „Veteranen“ geschaffen, um dort Spieler zu ehren, die im direkten Vergleich zu Spielern ihrer Zeit keine Chance auf eine Aufnahme hatten oder schlicht „übersehen“ wurden. Im Laufe der Zeit wurden 11 Spieler in diese Kategorie aufgenommen, ehe das Komitee im März 2000 entschied, diese Sonderkategorie wieder aufzulösen und alle bisherigen Mitglieder in die „normale“ Spielerkategorie zu übernehmen. Seit 2012 werden pro Jahrgang maximal vier Spieler und zwei Spielerinnen aufgenommen.
Von den insgesamt 310 Spielern sind eine deutliche Mehrheit Kanadier; ihnen stehen nur 20 US-Amerikaner und 32 Europäer gegenüber. Die Toronto Maple Leafs stellen mit 63 Spielern die meisten einer Mannschaft, während von der Position her die Abwehrspieler mit 91 Mitgliedern am stärksten vertreten sind.
Abkürzungen:
Nat. = Nationalität; Pos. = Position mit C = Center, LW = linker Flügel, RW = rechter Flügel, D = Verteidiger, G = Torwart, F = Angriffsspieler, R = Rover
Farblegende:
| Jahr d. Aufnahme | Name                  | Nat.                          | Pos.    |
| ---------------- | --------------------- | ----------------------------- | ------- |
| 1945             | Hobey Baker           | Vereinigte Staaten            | RW      |
| 1945             | Chuck Gardiner        | Kanada Vereinigtes Konigreich | G       |
| 1945             | Eddie Gerard          | Kanada                        | D / LW  |
| 1945             | Frank McGee           | Kanada                        | C / R   |
| 1945             | Howie Morenz          | Kanada                        | C       |
| 1945             | Tommy Phillips        | Kanada                        | LW / RW |
| 1945             | Harvey Pulford        | Kanada                        | D       |
| 1945             | Hod Stuart            | Kanada                        | D       |
| 1945             | Georges Vézina        | Kanada                        | G       |
| 1947             | Dubbie Bowie          | Kanada                        | C / R   |
| 1947             | Dit Clapper           | Kanada                        | D / RW  |
| 1947             | Aurèle Joliat         | Kanada                        | LW      |
| 1947             | Frank Nighbor         | Kanada                        | C       |
| 1947             | Lester Patrick        | Kanada                        | D       |
| 1947             | Eddie Shore           | Kanada                        | D       |
| 1947             | Cyclone Taylor        | Kanada                        | D       |
| 1949             | Dan Bain              | Kanada                        | C       |
| 1949             | Art Ross              | Kanada                        | D       |
| 1950             | Allan Davidson        | Kanada                        | RW      |
| 1950             | Graham Drinkwater     | Kanada                        | D       |
| 1950             | Mike Grant            | Kanada                        | D       |
| 1950             | Silas Griffis         | Kanada Vereinigte Staaten     | D       |
| 1950             | Newsy Lalonde         | Kanada                        | D       |
| 1950             | Joe Malone            | Kanada                        | C       |
| 1950             | George Richardson     | Kanada                        | D       |
| 1950             | Harry Trihey          | Kanada                        | C / R   |
| 1952             | Dickie Boon           | Kanada                        | D       |
| 1952             | Bill Cook             | Kanada                        | RW      |
| 1952             | Moose Goheen          | Vereinigte Staaten            | D / LW  |
| 1952             | Moose Johnson         | Kanada                        | D       |
| 1952             | Mickey MacKay         | Kanada                        | C / R   |
| 1952             | Nels Stewart          | Kanada                        | C       |
| 1958             | Frank Boucher         | Kanada                        | C       |
| 1958             | King Clancy           | Kanada                        | D       |
| 1958             | Sprague Cleghorn      | Kanada                        | D       |
| 1958             | Alex Connell          | Kanada                        | G       |
| 1958             | Red Dutton            | Kanada                        | D       |
| 1958             | Frank Foyston         | Kanada                        | C       |
| 1958             | Frank Fredrickson     | Kanada                        | C       |
| 1958             | Herb Gardiner         | Kanada                        | D       |
| 1958             | George Hay            | Kanada                        | LW      |
| 1958             | Dick Irvin            | Kanada                        | C       |
| 1958             | Ching Johnson         | Kanada                        | D       |
| 1958             | Duke Keats            | Kanada                        | C       |
| 1958             | Hughie Lehman         | Kanada                        | G       |
| 1958             | George McNamara       | Kanada                        | D       |
| 1958             | Paddy Moran           | Kanada                        | G       |
| 1959             | Jack Adams            | Kanada                        | C       |
| 1959             | Cy Denneny            | Kanada                        | LW      |
| 1959             | Tiny Thompson         | Kanada                        | G       |
| 1960             | Buck Boucher          | Kanada                        | D       |
| 1960             | Sylvio Mantha         | Kanada                        | D       |
| 1960             | Jack Walker           | Kanada                        | C / LW  |
| 1961             | Syl Apps              | Kanada                        | C       |
| 1961             | Charlie Conacher      | Kanada                        | RW      |
| 1961             | Hap Day               | Kanada                        | D       |
| 1961             | George Hainsworth     | Kanada                        | G       |
| 1961             | Joe Hall              | Kanada Vereinigtes Konigreich | D       |
| 1961             | Percy LeSueur         | Kanada                        | G       |
| 1961             | Frank Rankin          | Kanada                        | R       |
| 1961             | Maurice Richard       | Kanada                        | RW      |
| 1961             | Milt Schmidt          | Kanada                        | C       |
| 1961             | Oliver Seibert        | Kanada                        | C       |
| 1961             | Bruce Stuart          | Kanada                        | R       |
| 1962             | Punch Broadbent       | Kanada                        | RW      |
| 1962             | Harry Hyland          | Kanada                        | RW      |
| 1962             | Steamer Maxwell       | Kanada                        | R       |
| 1962             | Reg Noble             | Kanada                        | C       |
| 1962             | Sweeney Schriner      | Kanada                        | LW      |
| 1962             | Alf Smith             | Kanada                        | RW      |
| 1963             | Harry Cameron         | Kanada                        | D       |
| 1963             | Rusty Crawford        | Kanada                        | C / LW  |
| 1963             | Jack Darragh          | Kanada                        | RW      |
| 1963             | Jimmy Gardner         | Kanada                        | LW      |
| 1963             | Billy Gilmour         | Kanada                        | RW      |
| 1963             | Ebbie Goodfellow      | Kanada                        | C / D   |
| 1963             | Shorty Green          | Kanada                        | RW      |
| 1963             | Riley Hern            | Kanada                        | G       |
| 1963             | Tom Hooper            | Kanada                        | C       |
| 1963             | Bouse Hutton          | Kanada                        | G       |
| 1963             | Jack Laviolette       | Kanada                        | LW / D  |
| 1963             | Billy McGimsie        | Kanada                        | C       |
| 1963             | Didier Pitre          | Kanada                        | D / R   |
| 1963             | Joe Primeau           | Kanada                        | C       |
| 1963             | Jack Ruttan           | Kanada                        | D       |
| 1963             | Earl Seibert          | Kanada                        | D       |
| 1963             | Joe Simpson           | Kanada                        | D       |
| 1963             | Barney Stanley        | Kanada                        | D / RW  |
| 1963             | Marty Walsh           | Kanada                        | D       |
| 1963             | Harry Watson          | Kanada                        | C       |
| 1963             | Rat Westwick          | Kanada                        | R       |
| 1963             | Frederick Whitcroft   | Kanada                        | R       |
| 1963             | Phat Wilson           | Kanada                        | D       |
| 1964             | Doug Bentley          | Kanada                        | LW      |
| 1964             | Bill Durnan           | Kanada                        | G       |
| 1964             | Babe Siebert          | Kanada                        | D / LW  |
| 1964             | Jack Stewart          | Kanada                        | D       |
| 1965             | Marty Barry           | Kanada                        | C       |
| 1965             | Clint Benedict        | Kanada                        | G       |
| 1965             | Arthur Farrell        | Kanada                        | F       |
| 1965             | Red Horner            | Kanada                        | D       |
| 1965             | Syd Howe              | Kanada                        | D / LW  |
| 1965             | Jack Marshall         | Kanada                        | D / C   |
| 1965             | Bill Mosienko         | Kanada                        | C       |
| 1965             | Blair Russel          | Kanada                        | C / RW  |
| 1965             | Ernie Russell         | Kanada                        | C / R   |
| 1965             | Fred Scanlan          | Kanada                        | LW      |
| 1966             | Max Bentley           | Kanada                        | C       |
| 1966             | Toe Blake             | Kanada                        | LW      |
| 1966             | Émile Bouchard        | Kanada                        | D       |
| 1966             | Frank Brimsek         | Vereinigte Staaten            | G       |
| 1966             | Theodore Kennedy      | Kanada                        | C       |
| 1966             | Elmer Lach            | Kanada                        | C       |
| 1966             | Ted Lindsay           | Kanada                        | LW      |
| 1966             | Babe Pratt            | Kanada                        | D       |
| 1966             | Ken Reardon           | Kanada                        | D       |
| 1967             | Turk Broda            | Kanada                        | G       |
| 1967             | Neil Colville         | Kanada                        | D / C   |
| 1967             | Harry Oliver          | Kanada                        | RW      |
| 1968             | Bill Cowley           | Kanada                        | C       |
| 1969             | Sid Abel              | Kanada                        | C / LW  |
| 1969             | Bryan Hextall         | Kanada                        | RW      |
| 1969             | Red Kelly             | Kanada                        | C / D   |
| 1969             | Roy Worters           | Kanada                        | G       |
| 1970             | Babe Dye              | Kanada                        | RW      |
| 1970             | Bill Gadsby           | Kanada                        | D       |
| 1970             | Tom Johnson           | Kanada                        | D       |
| 1971             | Busher Jackson        | Kanada                        | LW      |
| 1971             | Gordon Roberts        | Kanada                        | LW      |
| 1971             | Terry Sawchuk         | Kanada                        | G       |
| 1971             | Cooney Weiland        | Kanada                        | C       |
| 1972             | Jean Béliveau         | Kanada                        | C       |
| 1972             | Bernie Geoffrion      | Kanada                        | RW      |
| 1972             | Hap Holmes            | Kanada                        | G       |
| 1972             | Gordie Howe           | Kanada                        | RW      |
| 1972             | Hooley Smith          | Kanada                        | C / RW  |
| 1973             | Doug Harvey           | Kanada                        | D       |
| 1973             | Chuck Rayner          | Kanada                        | G       |
| 1973             | Tommy Smith           | Kanada                        | C       |
| 1974             | Billy Burch           | Vereinigte Staaten Kanada     | C / D   |
| 1974             | Art Coulter           | Kanada                        | D       |
| 1974             | Tommy Dunderdale      | Australien Kanada             | D       |
| 1974             | Dickie Moore          | Kanada                        | LW      |
| 1975             | Chief Armstrong       | Kanada                        | RW      |
| 1975             | Ace Bailey            | Kanada                        | LW      |
| 1975             | Gordie Drillon        | Kanada                        | RW      |
| 1975             | Glenn Hall            | Kanada                        | G       |
| 1975             | Pierre Pilote         | Kanada                        | D       |
| 1976             | Johnny Bower          | Kanada                        | G       |
| 1976             | Bill Quackenbush      | Kanada                        | D       |
| 1977             | Alex Delvecchio       | Kanada                        | C / LW  |
| 1977             | Tim Horton            | Kanada                        | D       |
| 1978             | Andy Bathgate         | Kanada                        | RW      |
| 1978             | Jacques Plante        | Kanada                        | G       |
| 1978             | Marcel Pronovost      | Kanada                        | D       |
| 1979             | Harry Howell          | Kanada                        | D       |
| 1979             | Bobby Orr             | Kanada                        | D       |
| 1979             | Henri Richard         | Kanada                        | C       |
| 1980             | Harry Lumley          | Kanada                        | G       |
| 1980             | Lynn Patrick          | Kanada                        | C / LW  |
| 1980             | Gump Worsley          | Kanada                        | G       |
| 1981             | Johnny Bucyk          | Kanada                        | LW      |
| 1981             | Frank Mahovlich       | Kanada                        | LW      |
| 1981             | Allan Stanley         | Kanada                        | D       |
| 1982             | Yvan Cournoyer        | Kanada                        | RW      |
| 1982             | Rod Gilbert           | Kanada                        | RW      |
| 1982             | Norm Ullman           | Kanada                        | C       |
| 1983             | Ken Dryden            | Kanada                        | G       |
| 1983             | Bobby Hull            | Kanada                        | LW      |
| 1983             | Stan Mikita           | Kanada                        | C       |
| 1984             | Phil Esposito         | Kanada                        | C       |
| 1984             | Jacques Lemaire       | Kanada                        | C       |
| 1984             | Bernie Parent         | Kanada                        | G       |
| 1985             | Gerry Cheevers        | Kanada                        | G       |
| 1985             | Bert Olmstead         | Kanada                        | LW      |
| 1985             | Jean Ratelle          | Kanada                        | C       |
| 1986             | Leo Boivin            | Kanada                        | D       |
| 1986             | Dave Keon             | Kanada                        | C       |
| 1986             | Serge Savard          | Kanada                        | D       |
| 1987             | Bobby Clarke          | Kanada                        | C       |
| 1987             | Eddie Giacomin        | Kanada                        | G       |
| 1987             | Jacques Laperrière    | Kanada                        | D       |
| 1988             | Tony Esposito         | Kanada                        | G       |
| 1988             | Guy Lafleur           | Kanada                        | RW      |
| 1988             | Buddy O’Connor        | Kanada                        | C       |
| 1988             | Brad Park             | Kanada                        | D       |
| 1989             | Herbie Lewis          | Kanada                        | LW      |
| 1989             | Darryl Sittler        | Kanada                        | C       |
| 1989             | Wladislaw Tretjak     | Sowjetunion Russland          | G       |
| 1990             | Bill Barber           | Kanada                        | LW      |
| 1990             | Fernie Flaman         | Kanada                        | D       |
| 1990             | Gilbert Perreault     | Kanada                        | C       |
| 1991             | Mike Bossy            | Kanada                        | RW      |
| 1991             | Denis Potvin          | Kanada                        | D       |
| 1991             | Bob Pulford           | Kanada                        | C / LW  |
| 1991             | Clint Smith           | Kanada                        | C       |
| 1992             | Marcel Dionne         | Kanada                        | C       |
| 1992             | Woody Dumart          | Kanada                        | LW      |
| 1992             | Bob Gainey            | Kanada                        | LW      |
| 1992             | Lanny McDonald        | Kanada                        | RW      |
| 1993             | Guy Lapointe          | Kanada                        | D       |
| 1993             | Edgar Laprade         | Kanada                        | C       |
| 1993             | Steve Shutt           | Kanada                        | LW      |
| 1993             | Billy Smith           | Kanada                        | G       |
| 1994             | Lionel Conacher       | Kanada                        | D       |
| 1994             | Harry Watson          | Kanada                        | LW      |
| 1995             | Bun Cook              | Kanada                        | LW      |
| 1995             | Larry Robinson        | Kanada                        | D       |
| 1996             | Bobby Bauer           | Kanada                        | RW      |
| 1996             | Börje Salming         | Schweden                      | D       |
| 1997             | Mario Lemieux         | Kanada                        | C       |
| 1997             | Bryan Trottier        | Kanada                        | C       |
| 1998             | Roy Conacher          | Kanada                        | LW      |
| 1998             | Michel Goulet         | Kanada                        | LW      |
| 1998             | Peter Šťastný         | Tschechoslowakei Slowakei     | C       |
| 1999             | Wayne Gretzky         | Kanada                        | C       |
| 2000             | Joe Mullen            | Vereinigte Staaten            | RW      |
| 2000             | Denis Savard          | Kanada                        | C       |
| 2001             | Wjatscheslaw Fetissow | Sowjetunion Russland          | D       |
| 2001             | Mike Gartner          | Kanada                        | RW      |
| 2001             | Dale Hawerchuk        | Kanada                        | C       |
| 2001             | Jari Kurri            | Finnland                      | RW      |
| 2002             | Bernie Federko        | Kanada                        | C       |
| 2002             | Clark Gillies         | Kanada                        | LW      |
| 2002             | Rod Langway           | Vereinigte Staaten            | D       |
| 2003             | Grant Fuhr            | Kanada                        | G       |
| 2003             | Pat LaFontaine        | Vereinigte Staaten            | C       |
| 2004             | Ray Bourque           | Kanada                        | D       |
| 2004             | Paul Coffey           | Kanada                        | D       |
| 2004             | Larry Murphy          | Kanada                        | D       |
| 2005             | Waleri Charlamow      | Sowjetunion                   | LW      |
| 2005             | Cam Neely             | Kanada                        | RW      |
| 2006             | Dick Duff             | Kanada                        | LW      |
| 2006             | Patrick Roy           | Kanada                        | G       |
| 2007             | Mark Messier          | Kanada                        | C       |
| 2007             | Al MacInnis           | Kanada                        | D       |
| 2007             | Scott Stevens         | Kanada                        | D       |
| 2007             | Ron Francis           | Kanada                        | C       |
| 2008             | Glenn Anderson        | Kanada                        | RW      |
| 2008             | Igor Larionow         | Sowjetunion Russland          | C       |
| 2009             | Brett Hull            | Kanada Vereinigte Staaten     | RW      |
| 2009             | Brian Leetch          | Vereinigte Staaten            | D       |
| 2009             | Luc Robitaille        | Kanada                        | LW      |
| 2009             | Steve Yzerman         | Kanada                        | C       |
| 2010             | Dino Ciccarelli       | Kanada                        | RW      |
| 2010             | Angela James          | Kanada                        | C       |
| 2010             | Cammi Granato         | Vereinigte Staaten            | C       |
| 2011             | Ed Belfour            | Kanada                        | G       |
| 2011             | Doug Gilmour          | Kanada                        | C       |
| 2011             | Mark Howe             | Vereinigte Staaten            | D       |
| 2011             | Joe Nieuwendyk        | Kanada                        | C       |
| 2012             | Pawel Bure            | Sowjetunion Russland          | RW      |
| 2012             | Adam Oates            | Kanada                        | C       |
| 2012             | Joe Sakic             | Kanada                        | C       |
| 2012             | Mats Sundin           | Schweden                      | C       |
| 2013             | Chris Chelios         | Vereinigte Staaten            | D       |
| 2013             | Geraldine Heaney      | Kanada                        | D       |
| 2013             | Scott Niedermayer     | Kanada                        | D       |
| 2013             | Brendan Shanahan      | Kanada                        | LW      |
| 2014             | Rob Blake             | Kanada                        | D       |
| 2014             | Peter Forsberg        | Schweden                      | C       |
| 2014             | Dominik Hašek         | Tschechien                    | G       |
| 2014             | Mike Modano           | Vereinigte Staaten            | C       |
| 2015             | Sergei Fjodorow       | Russland                      | C       |
| 2015             | Phil Housley          | Vereinigte Staaten            | D       |
| 2015             | Nicklas Lidström      | Schweden                      | D       |
| 2015             | Chris Pronger         | Kanada                        | D       |
| 2015             | Angela Ruggiero       | Vereinigte Staaten            | D       |
| 2016             | Eric Lindros          | Kanada                        | C       |
| 2016             | Sergei Makarow        | Russland                      | RW      |
| 2016             | Rogatien Vachon       | Kanada                        | G       |
| 2017             | Dave Andreychuk       | Kanada                        | LW      |
| 2017             | Danielle Goyette      | Kanada                        | F       |
| 2017             | Paul Kariya           | Kanada                        | LW      |
| 2017             | Mark Recchi           | Kanada                        | RW      |
| 2017             | Teemu Selänne         | Finnland                      | RW      |
| 2018             | Martin Brodeur        | Kanada Vereinigte Staaten     | G       |
| 2018             | Jayna Hefford         | Kanada                        | F       |
| 2018             | Alexander Jakuschew   | Russland                      | LW      |
| 2018             | Martin St. Louis      | Kanada                        | RW      |
| 2019             | Guy Carbonneau        | Kanada                        | C       |
| 2019             | Václav Nedomanský     | Tschechien                    | C       |
| 2019             | Sergei Subow          | Russland                      | D       |
| 2019             | Hayley Wickenheiser   | Kanada                        | C       |
| 2020             | Marián Hossa          | Slowakei                      | RW      |
| 2020             | Jarome Iginla         | Kanada                        | RW      |
| 2020             | Kevin Lowe            | Kanada                        | D       |
| 2020             | Kim St-Pierre         | Kanada                        | G       |
| 2020             | Doug Wilson           | Kanada                        | D       |
| 2022             | Daniel Alfredsson     | Schweden                      | RW      |
| 2022             | Roberto Luongo        | Kanada                        | G       |
| 2022             | Riikka Sallinen       | Finnland                      | C       |
| 2022             | Daniel Sedin          | Schweden                      | LW      |
| 2022             | Henrik Sedin          | Schweden                      | C       |
| 2023             | Tom Barrasso          | Vereinigte Staaten            | G       |
| 2023             | Henrik Lundqvist      | Schweden                      | G       |
| 2023             | Caroline Ouellette    | Kanada                        | C       |
| 2023             | Pierre Turgeon        | Kanada                        | C       |
| 2023             | Mike Vernon           | Kanada                        | G       |
| 2024             | Natalie Darwitz       | Vereinigte Staaten            | F       |
| 2024             | Pawel Dazjuk          | Russland                      | C       |
| 2024             | Jeremy Roenick        | Vereinigte Staaten            | C       |
| 2024             | Shea Weber            | Kanada                        | D       |
| 2024             | Krissy Wendell        | Vereinigte Staaten            | F       |
| 2025             | Jennifer Botterill    | Kanada                        | F       |
| 2025             | Zdeno Chára           | Slowakei                      | D       |
| 2025             | Brianna Decker        | Vereinigte Staaten            | F       |
| 2025             | Duncan Keith          | Kanada                        | D       |
| 2025             | Alexander Mogilny     | Kanada                        | RW      |
| 2025             | Joe Thornton          | Kanada                        | C       |

## Funktionäre

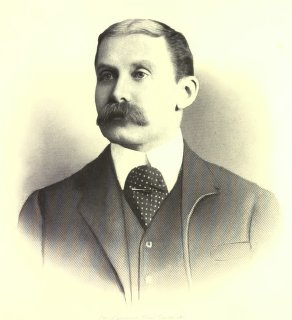
Montagu Allan, 1945 aufgenommen

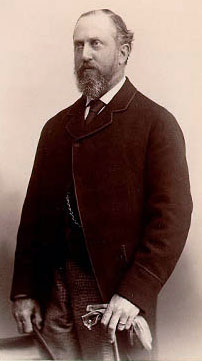
Frederick Arthur Stanley, 1945 aufgenommen

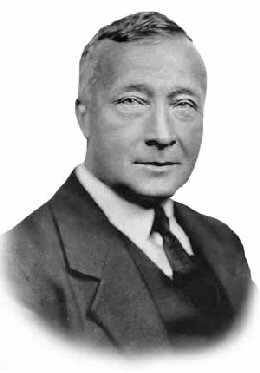
Frank Calder, 1947 aufgenommen

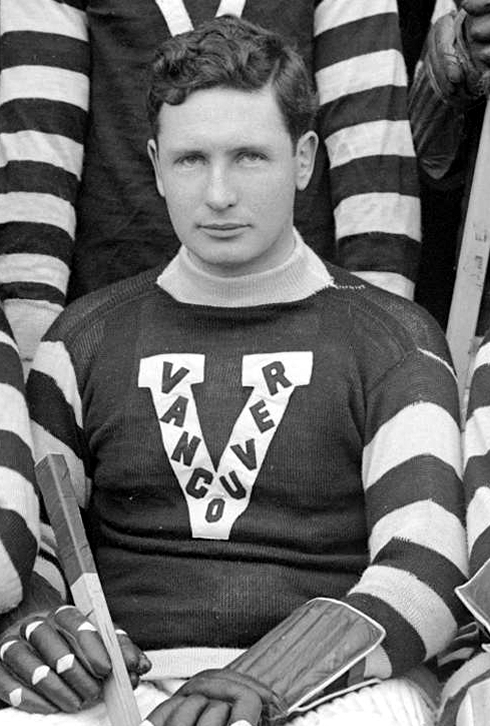
Frank Patrick, 1950 aufgenommen

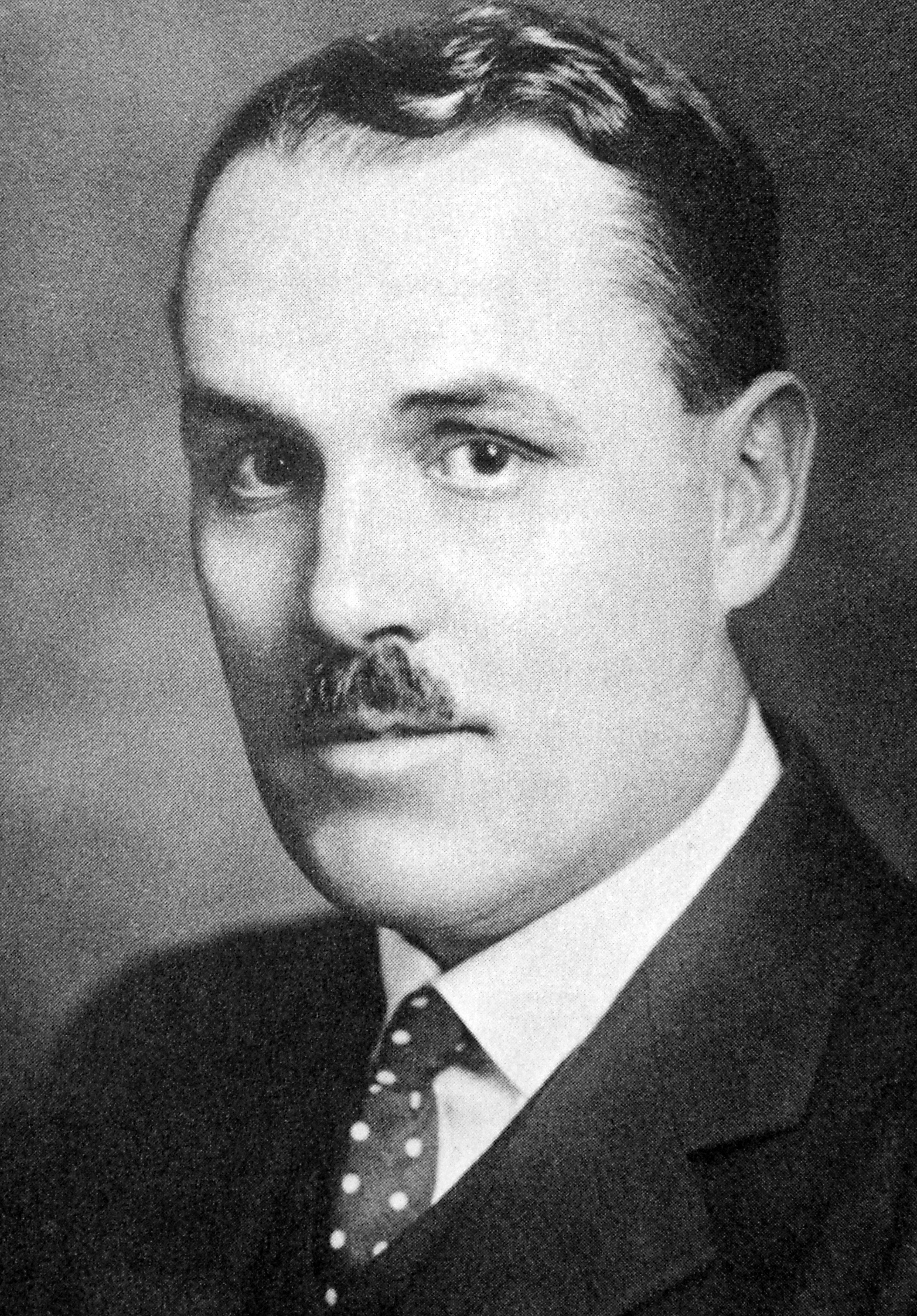
Frank Ahearn, 1962 aufgenommen

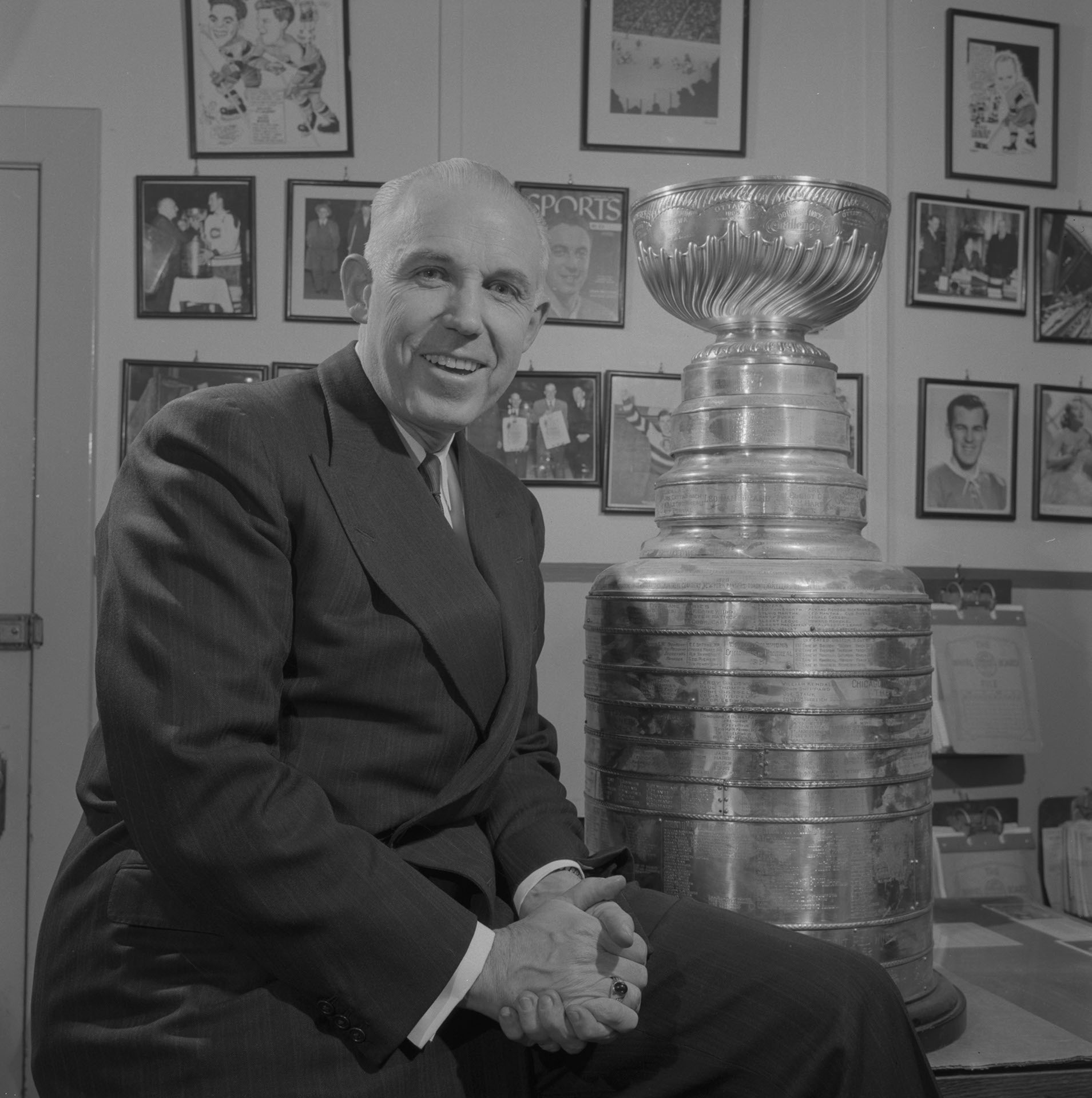
Clarence Campbell, 1966 aufgenommen

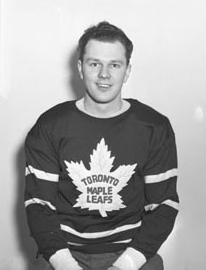
Bud Poile, 1990 aufgenommen

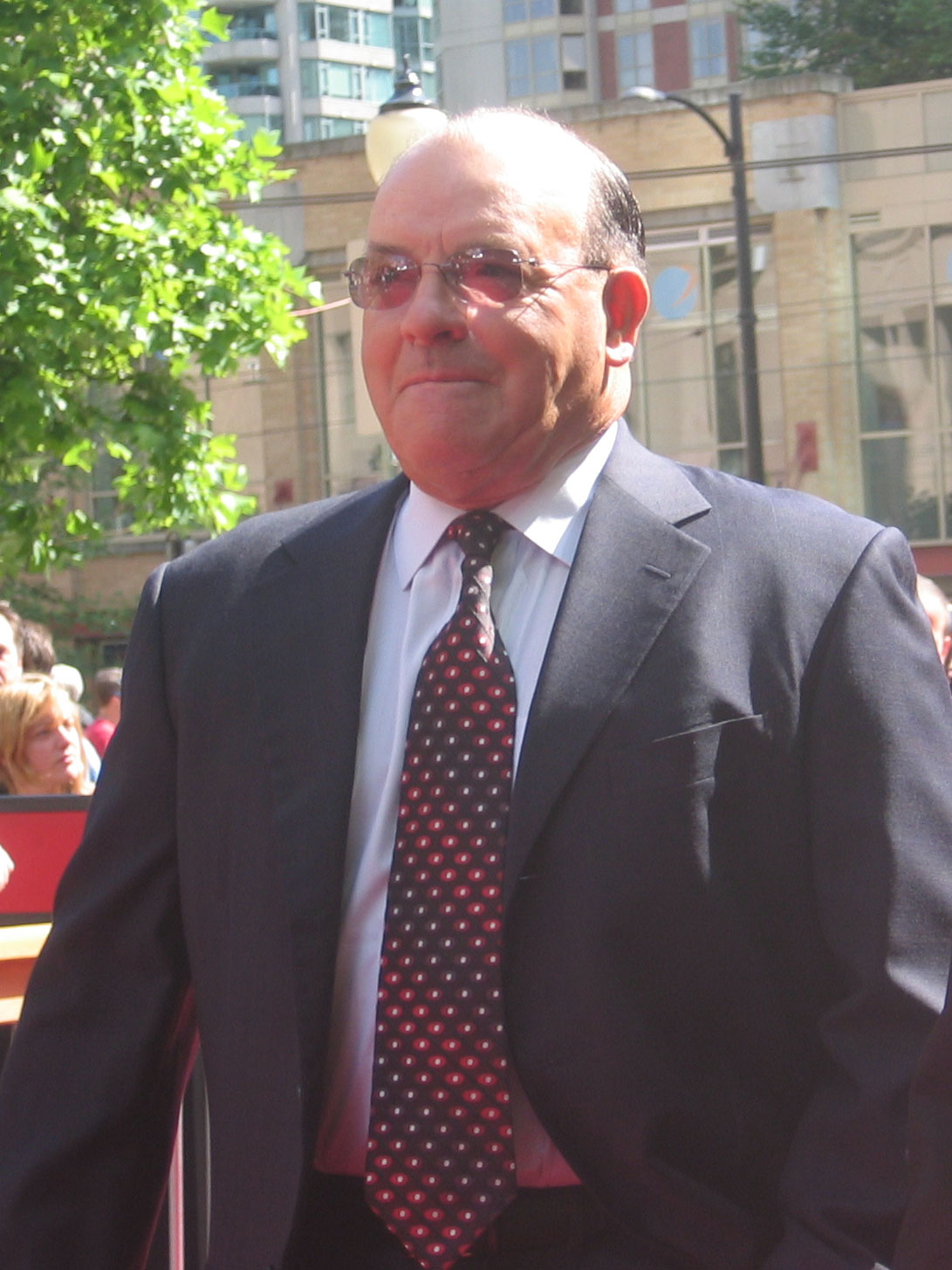
Scotty Bowman, 1991 aufgenommen

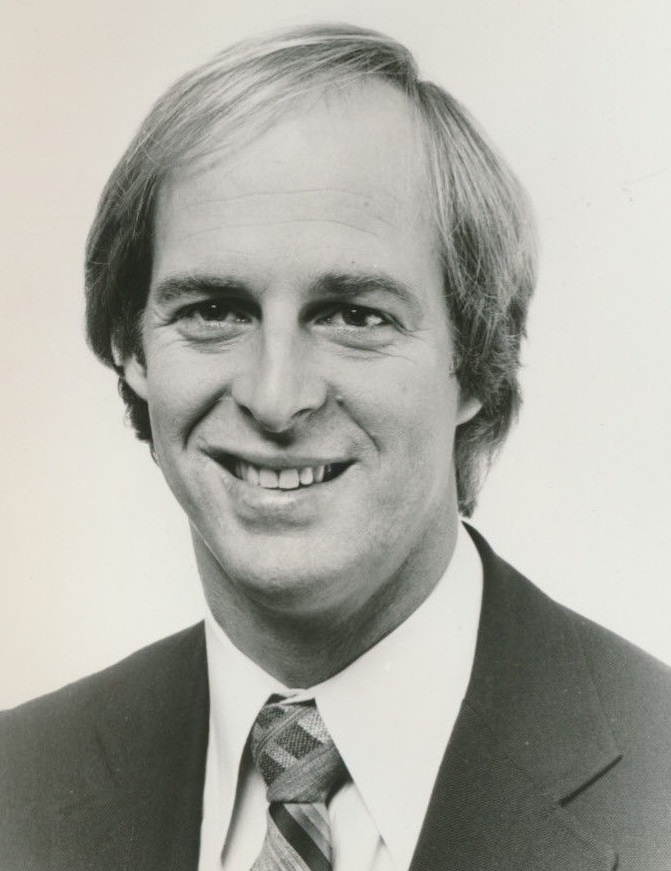
Craig Patrick, 2001 aufgenommen

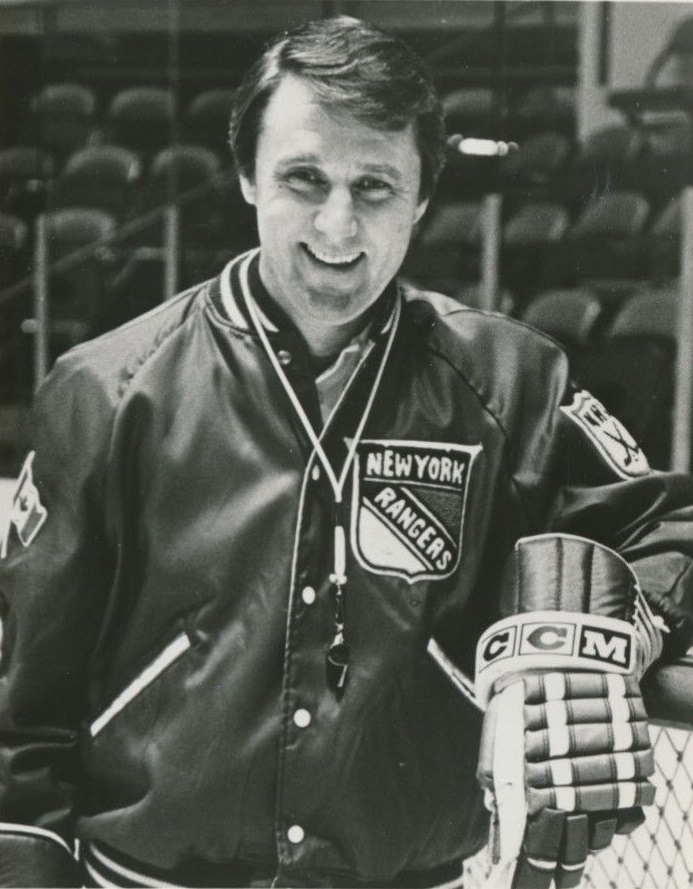
Herb Brooks, 2006 aufgenommen

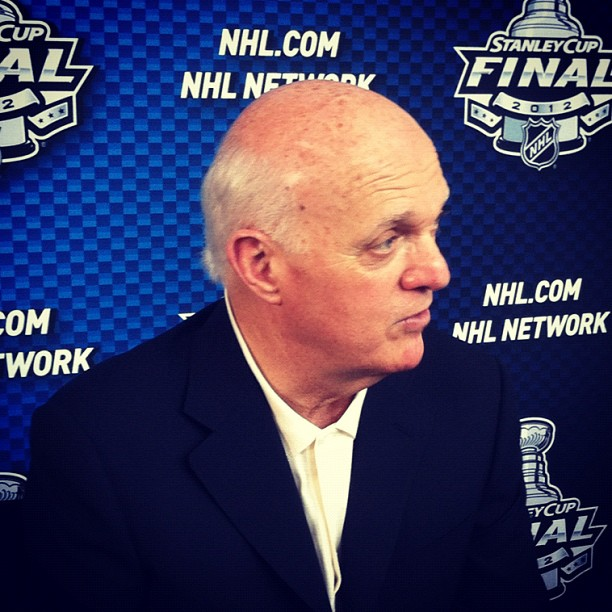
Lou Lamoriello, 2009 aufgenommen

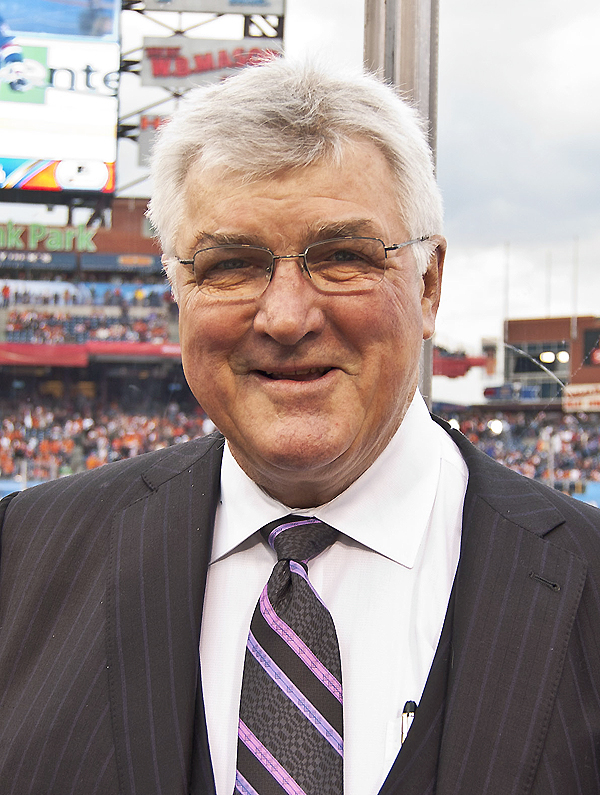
Pat Quinn, 2016 aufgenommen

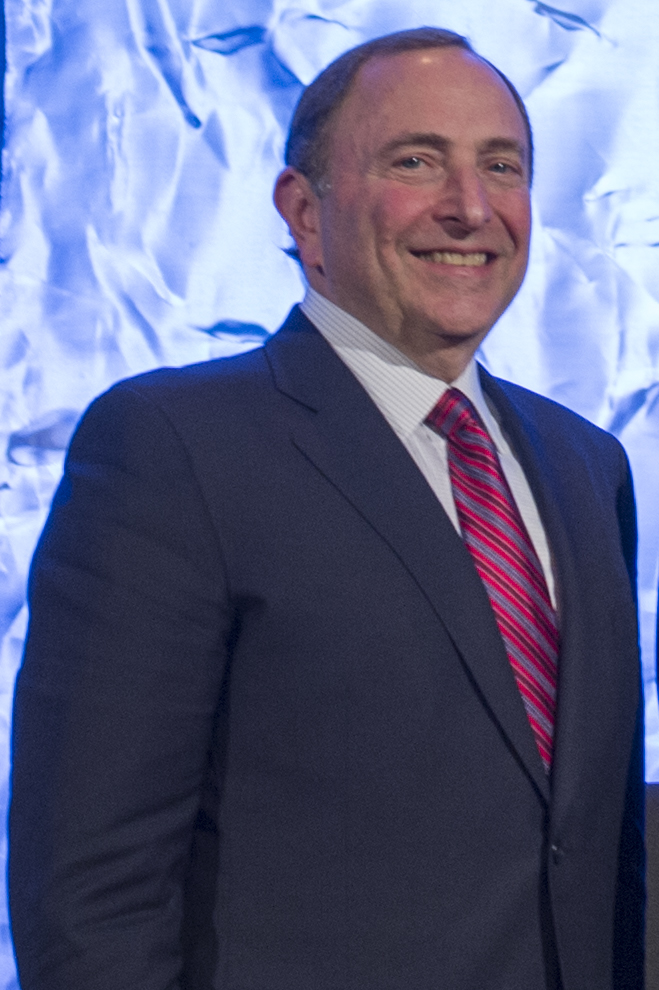
Gary Bettman, 2018 aufgenommen

Die Kategorie für Funktionäre (im Englischen „builders“ für „Erbauer“) existiert ebenfalls seit Gründung der Hockey Hall of Fame. Unter diesen „Erbauern“ werden Persönlichkeiten verstanden, die maßgeblichen Einfluss auf die Entwicklung und die Förderung des Eishockeysports hatten. Für eine Aufnahme spielt es keine Rolle, ob sie noch aktiv sind. Pro Jahrgang können maximal zwei Personen aufgenommen werden, wobei diese zwei Plätze mit den Schiedsrichtern geteilt werden, sodass nur zwei Funktionäre aufgenommen werden können, wenn kein Schiedsrichter gewählt wird.
| Jahr d. Aufnahme | Name                                        | Nat.                            | Funktion / Verdienst |
| ---------------- | ------------------------------------------- | ------------------------------- | --- |
| 1945             | Montagu Allan                               | Kanada                          | Stifter des Allan Cups                                                                                                  |
| 1945             | Frederick Arthur Stanley, 16. Earl of Derby | Vereinigtes Konigreich          | Stifter des Stanley Cups                                                                                                |
| 1947             | Frank Calder                                | Vereinigtes Konigreich          | erster Präsident der National Hockey League (NHL)                                                                       |
| 1947             | William Hewitt                              | Kanada                          | langjähriger Funktionär der Ontario Hockey Association und der Canadian Amateur Hockey Association                      |
| 1947             | Francis Nelson                              | Kanada                          | langjähriger Funktionär der Ontario Hockey Association                                                                  |
| 1947             | William Northey                             | Kanada                          | Präsident des Montreal Hockey Club und der Canadiens de Montréal                                                        |
| 1947             | John Ross Robertson                         | Kanada                          | Präsident der Ontario Hockey Association und Stifter des J. Ross Robertson Cups                                         |
| 1947             | Claude Robinson                             | Kanada                          | erster Vorsitzender der Canadian Amateur Hockey Association                                                             |
| 1947             | James T. Sutherland                         | Kanada                          | Präsident der Ontario Hockey Association und der Canadian Amateur Hockey Association                                    |
| 1950             | Frank Patrick                               | Kanada                          | Spieler, Trainer und Schiedsrichter in der NHL, Initiator diverser Regeländerungen                                      |
| 1958             | George Dudley                               | Kanada                          | Präsident der Canadian Amateur Hockey Association, erster Vizepräsident der Internationalen Eishockey-Föderation (IIHF) |
| 1958             | James E. Norris                             | Kanada Vereinigte Staaten       | Eigentümer der Detroit Red Wings                                                                                        |
| 1958             | Allan Pickard                               | Kanada                          | Präsident der Canadian Amateur Hockey Association                                                                       |
| 1958             | Donat Raymond                               | Kanada                          | Förderer des Sports in Montreal, u. a. Initiator des Forum de Montréal                                                  |
| 1958             | Conn Smythe                                 | Kanada                          | Eigentümer der Toronto Maple Leafs, Initiator der Maple Leaf Gardens                                                    |
| 1958             | Lloyd Turner                                | Kanada                          | Initiator diverser Teams, Turniere und Ligen                                                                            |
| 1960             | Charles Adams                               | Vereinigte Staaten              | erster Eigentümer der Boston Bruins                                                                                     |
| 1960             | John Kilpatrick                             | Vereinigte Staaten              | langjähriger Funktionär der New York Rangers                                                                            |
| 1960             | Frank J. Selke                              | Kanada                          | General Manager der Canadiens de Montréal                                                                               |
| 1961             | George V. Brown                             | Vereinigte Staaten              | Manager des Boston Garden, Mitglied des United States Olympic Committee                                                 |
| 1961             | Paul Loicq                                  | Belgien                         | Schiedsrichter und Präsident der IIHF                                                                                   |
| 1961             | Fred Waghorne                               | Kanada                          | Schiedsrichter und Initiator diverser Regeländerungen                                                                   |
| 1962             | Frank Ahearn                                | Kanada                          | Eigentümer der Ottawa Senators                                                                                          |
| 1962             | Walter A. Brown                             | Vereinigte Staaten              | Eigentümer der Boston Bruins, Präsident der IIHF                                                                        |
| 1962             | Frederick Hume                              | Kanada                          | Eigentümer der Vancouver Canucks                                                                                        |
| 1962             | James D. Norris                             | Vereinigte Staaten              | Funktionär der Detroit Red Wings, Miteigentümer der Chicago Black Hawks                                                 |
| 1962             | John Ambrose O’Brien                        | Kanada                          | Eigentümer der Canadiens de Montréal, Mitbegründer der National Hockey Association                                      |
| 1962             | Frank Smith                                 | Kanada                          | Förderer des Sports in Toronto                                                                                          |
| 1963             | Léo Dandurand                               | Vereinigte Staaten              | Eigentümer und Trainer der Canadiens de Montréal                                                                        |
| 1963             | Tommy Gorman                                | Kanada                          | Mitbegründer der NHL |
| 1963             | Frederic McLaughlin                         | Vereinigte Staaten              | erster Eigentümer der Chicago Black Hawks                                                                               |
| 1964             | Angus Daniel Campbell                       | Kanada                          | Gründer der Northern Ontario Hockey Association                                                                         |
| 1964             | Frank Dilio                                 | Kanada                          | Präsident der Quebec Amateur Hockey Association                                                                         |
| 1965             | Foster Hewitt                               | Kanada                          | langjähriger Radiokommentator von Hockey Night in Canada                                                                |
| 1965             | Thomas Lockhart                             | Vereinigte Staaten              | Gründer der Eastern Hockey League                                                                                       |
| 1966             | Clarence Campbell                           | Kanada                          | Präsident der NHL |
| 1968             | James Dunn                                  | Kanada                          | Präsident der Manitoba Amateur Hockey Association und der Canadian Amateur Hockey Association                           |
| 1968             | Jim Hendy                                   | Kanada                          | bedeutender Statistiker und Historiker der NHL                                                                          |
| 1969             | Al Leader                                   | Kanada Vereinigte Staaten       | Präsident der Western Hockey League                                                                                     |
| 1969             | Bruce Norris                                | Vereinigte Staaten              | Eigentümer der Detroit Red Wings                                                                                        |
| 1970             | Robert LeBel                                | Kanada                          | Präsident der Canadian Amateur Hockey Association und der IIHF                                                          |
| 1971             | Arthur Wirtz                                | Vereinigte Staaten              | Eigentümer der Chicago Black Hawks                                                                                      |
| 1972             | Weston Adams                                | Vereinigte Staaten              | Präsident und Vorstandsvorsitzender der Boston Bruins                                                                   |
| 1973             | Hartland Molson                             | Kanada                          | Miteigentümer der Canadiens de Montréal                                                                                 |
| 1974             | Charles Hay                                 | Kanada                          | Funktionär von Hockey Canada, Initiator der Summit Series                                                               |
| 1974             | Tommy Ivan                                  | Kanada                          | Cheftrainer der Detroit Red Wings, General Manager der Chicago Black Hawks                                              |
| 1974             | Antoli Tarassow                             | Sowjetunion                     | Trainer der sowjetischen Nationalmannschaft                                                                             |
| 1974             | Carl Voss                                   | Vereinigte Staaten              | Schiedsrichterobmann der NHL                                                                                            |
| 1975             | Frank Buckland                              | Kanada                          | Präsident der Ontario Hockey Association                                                                                |
| 1975             | William M. Jennings                         | Vereinigte Staaten              | Präsident der New York Rangers                                                                                          |
| 1976             | Jack Gibson                                 | Kanada                          | Gründer der International Professional Hockey League                                                                    |
| 1976             | Philip Dansken Ross                         | Kanada                          | Mitbegründer der Ontario Hockey Association, Treuhänder des Stanley Cups                                                |
| 1976             | Bill Wirtz                                  | Vereinigte Staaten              | Eigentümer der Chicago Black Hawks                                                                                      |
| 1977             | Bunny Ahearne                               | Irland                          | Präsident der IIHF |
| 1977             | Harold Ballard                              | Kanada                          | Eigentümer der Toronto Maple Leafs                                                                                      |
| 1977             | Joseph Cattarinich                          | Kanada                          | Miteigentümer der Canadiens de Montréal                                                                                 |
| 1978             | Jack Bickell                                | Kanada                          | Miteigentümer der Toronto Maple Leafs                                                                                   |
| 1978             | Sam Pollock                                 | Kanada                          | General Manager der Canadiens de Montréal                                                                               |
| 1978             | William Thayer Tutt                         | Vereinigte Staaten              | Präsident der IIHF |
| 1979             | Gordon Juckes                               | Kanada                          | Förderer des Sports in Saskatchewan                                                                                     |
| 1980             | Jack Butterfield                            | Kanada                          | Präsident der American Hockey League                                                                                    |
| 1982             | Emile Francis                               | Kanada                          | General Manager und Trainer der New York Rangers                                                                        |
| 1983             | Harry Sinden                                | Kanada                          | General Manager und Trainer der Boston                                                                                  |
| 1984             | Punch Imlach                                | Kanada                          | General Manager der Toronto Maple Leafs und der Buffalo Sabres                                                          |
| 1984             | Jake Milford                                | Kanada                          | General Manager und der Vancouver Canucks und der Los Angeles Kings                                                     |
| 1985             | John Mariucci                               | Vereinigte Staaten              | Funktionär der Minnesota North Stars                                                                                    |
| 1985             | Rudy Pilous                                 | Kanada                          | Trainer der Chicago Black Hawks, General Manager und Trainer der Winnipeg Jets                                          |
| 1986             | Bill Hanley                                 | Irland                          | Funktionär der Ontario Hockey Association                                                                               |
| 1987             | John Ziegler                                | Vereinigte Staaten              | Präsident der NHL |
| 1988             | Ed Snider                                   | Irland                          | Eigentümer der Philadelphia Flyers                                                                                      |
| 1989             | David Bauer                                 | Kanada                          | Trainer der kanadischen Nationalmannschaft, Vizepräsident von Hockey Canada                                             |
| 1990             | Bud Poile                                   | Kanada                          | Vizepräsident der World Hockey Association, Präsident der International Hockey League                                   |
| 1991             | Scotty Bowman                               | Kanada                          | langjähriger Trainer und General Manager diverser NHL-Franchises                                                        |
| 1992             | Keith Allen                                 | Kanada                          | Trainer und General Manager der Philadelphia Flyers                                                                     |
| 1992             | Bob Johnson                                 | Vereinigte Staaten              | Trainer der Pittsburgh Penguins und der Calgary Flames                                                                  |
| 1992             | Frank Mathers                               | Kanada                          | Trainer, General Manager und Präsident der Hershey Bears                                                                |
| 1993             | Seymour Knox                                | Vereinigte Staaten              | Eigentümer der Buffalo Sabres                                                                                           |
| 1993             | Fred Page                                   | Kanada                          | Präsident der Canadian Amateur Hockey Association, Vizepräsident der IIHF                                               |
| 1994             | Brian O’Neill                               | Kanada                          | Treuhänder des Stanley Cups                                                                                             |
| 1995             | Günther Sabetzki                            | Deutschland                     | Präsident des Deutschen Eishockey-Bundes und der IIHF                                                                   |
| 1995             | Bill Torrey                                 | Kanada                          | General Manager der New York Islanders                                                                                  |
| 1996             | Al Arbour                                   | Kanada                          | Trainer der New York Islanders                                                                                          |
| 1997             | Glen Sather                                 | Kanada                          | Trainer und General Manager der Edmonton Oilers                                                                         |
| 1998             | Athol Murray                                | Kanada                          | Gründer der Notre Dame Hounds                                                                                           |
| 1999             | Scotty Morrison                             | Kanada                          | Treuhänder der Stanley Cups und Präsident der Hockey Hall of Fame                                                       |
| 2000             | Walter Bush                                 | Vereinigte Staaten              | Präsident der Minnesota North Stars und von USA Hockey                                                                  |
| 2001             | Craig Patrick                               | Vereinigte Staaten              | General Manager der Pittsburgh Penguins                                                                                 |
| 2002             | Roger Neilson                               | Kanada                          | Trainer diverser NHL-Franchises                                                                                         |
| 2003             | Mike Ilitch                                 | Vereinigte Staaten              | Eigentümer der Detroit Red Wings                                                                                        |
| 2003             | Brian Kilrea                                | Kanada                          | Trainer und General Manager der Ottawa 67’s                                                                             |
| 2004             | Cliff Fletcher                              | Kanada                          | General Manager der Atlanta bzw. Calgary Flames                                                                         |
| 2005             | Murray Costello                             | Kanada                          | Präsident der Canadian Amateur Hockey Association und von Hockey Canada                                                 |
| 2006             | Herb Brooks                                 | Vereinigte Staaten              | Trainer diverser NHL-Franchises                                                                                         |
| 2006             | Harley Hotchkiss                            | Kanada                          | Vorstandsvorsitzender der NHL                                                                                           |
| 2007             | Jim Gregory                                 | Kanada                          | General Manager der Toronto Maple Leafs                                                                                 |
| 2008             | Ed Chynoweth                                | Kanada                          | Präsident der Western Hockey League und der Canadian Hockey League                                                      |
| 2009             | Lou Lamoriello                              | Vereinigte Staaten              | General Manager der New Jersey Devils                                                                                   |
| 2010             | Jim Devellano                               | Kanada                          | General Manager der Detroit Red Wings                                                                                   |
| 2010             | Daryl Seaman                                | Kanada                          | Eigentümer der Calgary Flames                                                                                           |
| 2013             | Fred Shero                                  | Kanada                          | Trainer der New York Rangers und der Philadelphia Flyers                                                                |
| 2014             | Pat Burns                                   | Kanada                          | Trainer diverser NHL-Franchises                                                                                         |
| 2015             | Bill Hay                                    | Kanada                          | Präsident der Calgary Flames sowie der Hockey Hall of Fame selbst                                                       |
| 2015             | Peter Karmanos                              | Vereinigte Staaten Griechenland | Eigentümer der Hartford Whalers sowie der Carolina Hurricanes                                                           |
| 2016             | Pat Quinn                                   | Kanada                          | Trainer und General Manager diverser NHL-Franchises                                                                     |
| 2017             | Jeremy Jacobs                               | Vereinigte Staaten              | Eigentümer der Boston Bruins                                                                                            |
| 2017             | Clare Drake                                 | Kanada                          | langjähriger Trainer im kanadischen Universitätssport sowie der Edmonton Oilers                                         |
| 2018             | Gary Bettman                                | Vereinigte Staaten              | langjähriger Commissioner der NHL                                                                                       |
| 2018             | Willie O’Ree                                | Kanada                          | erster schwarzer Spieler der NHL                                                                                        |
| 2019             | Jim Rutherford                              | Kanada                          | General Manager der Hartford Whalers/Carolina Hurricanes und Pittsburgh Penguins                                        |
| 2019             | Jerry York                                  | Vereinigte Staaten              | langjähriger Trainer im College-Bereich                                                                                 |
| 2020             | Ken Holland                                 | Kanada                          | General Manager der Detroit Red Wings und Edmonton Oilers                                                               |
| 2022             | Herb Carnegie                               | Kanada                          | Persönlichkeit des kanadischen Nachwuchs-Eishockeys                                                                     |
| 2023             | Ken Hitchcock                               | Kanada                          | Trainer diverser NHL-Franchises                                                                                         |
| 2023             | Pierre Lacroix                              | Kanada                          | General Manager der Nordiques de Québec und Colorado Avalanche                                                          |
| 2024             | Colin Campbell                              | Kanada                          | in diversen Funktionen für die National Hockey League tätig                                                             |
| 2024             | David Poile                                 | Kanada                          | General Manager der Washington Capitals und Nashville Predators                                                         |
| 2025             | Jack Parker                                 | Vereinigte Staaten              | langjähriger Trainer der „Terriers“ der Boston University                                                               |
| 2025             | Danièle Sauvageau                           | Kanada                          | unter anderem Trainerin der kanadischen Frauen-Nationalmannschaft                                                       |

## Schiedsrichter

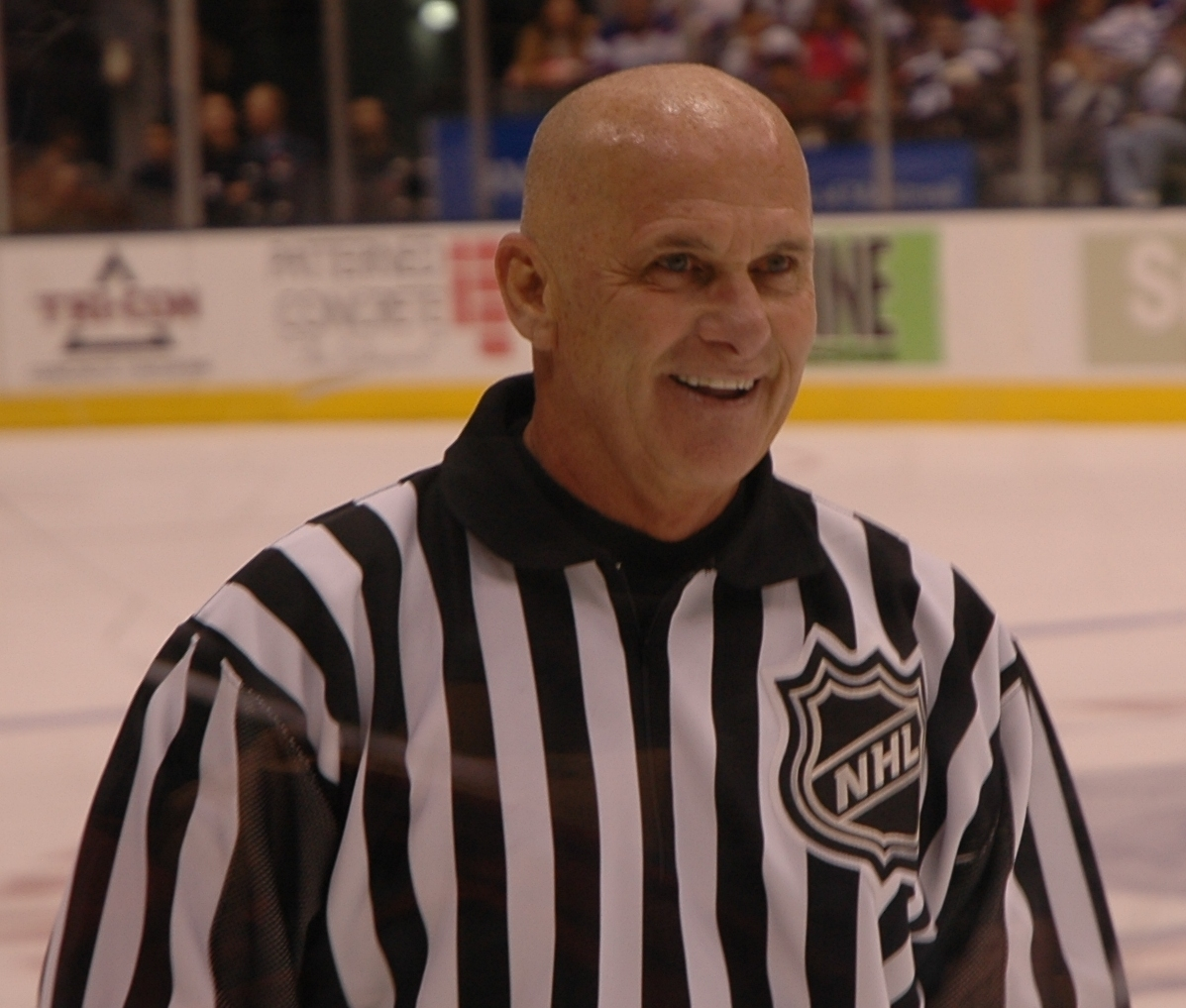
Ray Scapinello, 2008 aufgenommen

Die Schiedsrichter-Kategorie wurde erst 1961 eingeführt und seitdem 16 Offizielle aufgenommen. Wie die Spieler müssen auch sie ihre aktive Karriere seit mindestens drei Jahren beendet haben. Auch in diese Kategorie können maximal zwei Personen pro Jahrgang aufgenommen werden, wobei die Plätze mit Funktionären geteilt werden (siehe dort).
| Jahr d. Aufnahme | Name               | Nat.               |
| ---------------- | ------------------ | ------------------ |
| 1961             | Chaucer Elliott    | Kanada             |
| 1961             | Mickey Ion         | Kanada             |
| 1961             | Cooper Smeaton     | Kanada             |
| 1962             | Mike Rodden        | Kanada             |
| 1963             | Bobby Hewitson     | Kanada             |
| 1964             | Bill Chadwick      | Vereinigte Staaten |
| 1967             | Red Storey         | Kanada             |
| 1973             | Frank Udvari       | Kanada             |
| 1981             | John Ashley        | Kanada             |
| 1987             | Matt Pavelich      | Kanada             |
| 1988             | George Hayes       | Kanada             |
| 1991             | Neil Armstrong     | Kanada             |
| 1993             | John D’Amico       | Kanada             |
| 1999             | Andy Van Hellemond | Kanada             |
| 2008             | Ray Scapinello     | Kanada             |
| 2014             | Bill McCreary      | Kanada             |

## Ehemalige Mitglieder
Da alle Mitglieder grundsätzlich auf Dauer in die Hockey Hall of Fame aufgenommen werden, gibt es bisher nur ein ehemaliges Mitglied. Alan Eagleson, erster Geschäftsführer der National Hockey League Players’ Association, wurde 1989 als Funktionär aufgenommen, um damit seine Verdienste um die Rechte der Spieler in der National Hockey League zu ehren. In den 1990er Jahren wurde er allerdings wegen Betruges und Veruntreuung zu einer Haftstrafe verurteilt, in dessen Folge mehrere Mitglieder der Hockey Hall of Fame mit ihrem Austritt drohten, sollte Eagleson weiterhin Mitglied bleiben. Daraufhin trat Eagleson im April 1998 freiwillig aus und kam damit einem Ausschuss, der über seinen Ausschluss abstimmen sollte, um wenige Tage zuvor.